# Lista de personagens de Parks and Recreation

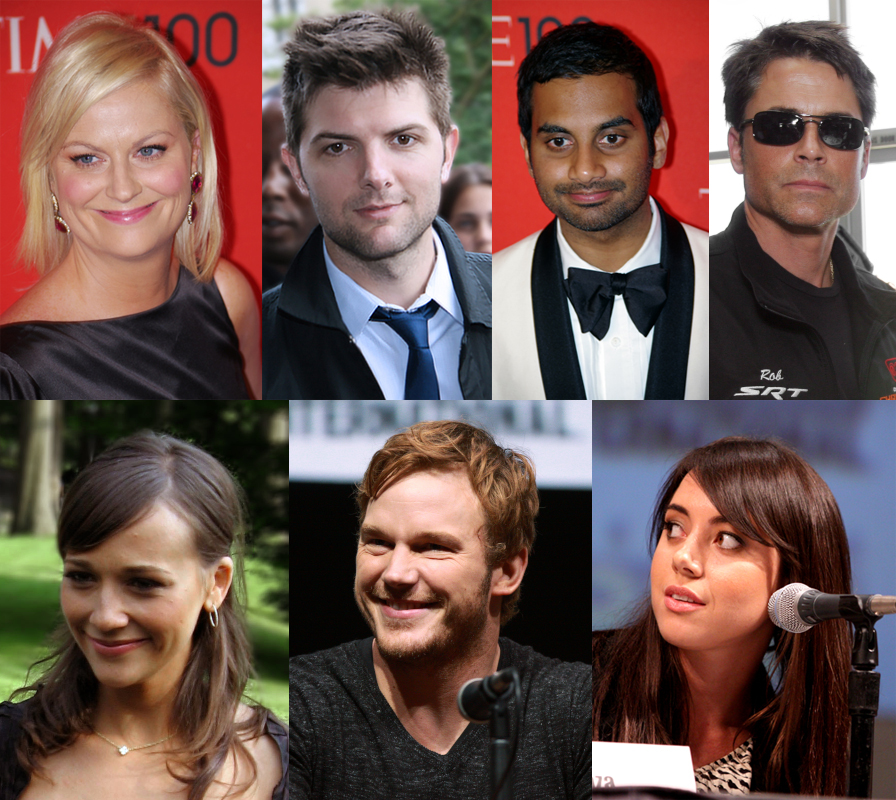
Os membros do elenco regular de Parks and Recreation, incluindo (da esquerda para a direita, começando com a linha superior) Amy Poehler, Adam Scott, Aziz Ansari, Rob Lowe, Rashida Jones, Chris Pratt, e Aubrey Plaza.

Os personagens principais da série de comédia televisiva Americana Parks and Recreação são os funcionários do departamento de parques de Pawnee, uma cidade fictícia localizada em Indiana. A protagonista é, Leslie Knope (Amy Poehler), o vice-diretor de parques, que também trabalha no conselho da cidade, e o resto do elenco é composto de seus amigos e colegas de trabalho, incluindo a enfermeira Ann Perkins (Rashida Jones), o diretor do departamento de parques Ron Swanson (Nick Offerman), e os empregados do departamento de parques Tom Haverford (Aziz Ansari), April Ludgate (Aubrey Plaza), Andy Dwyer (Chris Pratt), Jerry Gergich (Jim O'Heir), e Donna Meagle (Retta).
Enquanto a maioria do elenco principal esteve na série desde sua estreia, em abril de 2009, os atores Rob Lowe e Adam Scott se juntaram ao elenco no final da segunda temporada, interpretando Chris Traeger e Ben Wyatt, dois auditores do estado que, mais tarde, assumem postos de trabalho permanentes em Pawnee. Paul Schneider foi um membro permanente do elenco durante as duas primeiras temporadas como o urbanista Mark Brendanawicz, mas saiu no final da segunda temporada. Billy Eichner interpreta Craig Middlebrooks, o "administrador associado" do departamento de parques de Pawnee, retornou à série ao longo da sexta temporada, até que foi promovido para o elenco principal no quarto episódio da sétima temporada. A maioria dos episódios de Parks and Recreation são definidos em Pawnee, e a maioria dos personagens principais e coadjuvantes são amigos dos personagens principais ou dos moradores da cidade.
Vários convidados fizeram aparições no show, incluindo Louis C. K., John Larroquette, Justin Theroux e Parker Posey. Megan Mullally, esposa de Offerman na vida real, interpretou a ex-esposa do personagem de seu marido, Tammy Swanson, e o ex-marido de Poehler Will Arnett fez uma aparição como um homem em um blind date com Leslie. Vários dos colegas de comédia da série Saturday Night Live de Poehler apareceram em Parks and Recreation, incluindo Fred Armisen, Will Forte e Andy Samberg.

## Elenco principal
Legenda:      = Principal (creditado na sequência de abertura)
Legenda:      = Estrelando (creditados após a sequência de abertura, com a estrela)
Legenda:      = Recorrentes
Legenda:      = Convidados
Legenda:      = Convidado Especial
| Personagem         | Interpretado por | Temporadas | Temporadas | Temporadas | Temporadas | Temporadas | Temporadas | Temporadas    |
| Personagem         | Interpretado por | 1          | 2          | 3          | 4          | 5          | 6          | 7             |
| ------------------ | ---------------- | ---------- | ---------- | ---------- | ---------- | ---------- | ---------- | ------------- |
| Leslie Knope       | Amy Poehler      | Main       | Main       | Main       | Main       | Main       | Main       | Main          |
| Ron Swanson        | Nick Offerman    | Main       | Main       | Main       | Main       | Main       | Main       | Main          |
| Tom Haverford      | Aziz Ansari      | Main       | Main       | Main       | Main       | Main       | Main       | Main          |
| April Ludgate      | Aubrey Plaza     | Main       | Main       | Main       | Main       | Main       | Main       | Main          |
| Andy Dwyer         | Chris Pratt      | Starring   | Main       | Main       | Main       | Main       | Main       | Main          |
| Ann Perkins        | Rashida Jones    | Main       | Main       | Main       | Main       | Main       | Main       | Special Guest |
| Mark Brendanawicz  | Paul Schneider   | Main       | Main       |            |            |            |            |               |
| Jerry Gergich      | Jim O'Heir       | Recorrente | Recorrente | Starring   | Starring   | Starring   | Starring   | Starring      |
| Donna Meagle       | Retta            | Recorrente | Recorrente | Main       | Main       | Starring   | Starring   | Starring      |
| Ben Wyatt          | Adam Scott       |            | Convidado  | Main       | Main       | Main       | Main       | Main          |
| Chris Traeger      | Rob Lowe         |            | Convidado  | Main       | Main       | Main       | Main       | Special Guest |
| Craig Middlebrooks | Billy Eichner    | Recorrente |            |            |            |            |            |               |

Cada um dos seguintes personagens principais foram interpretados por membros do elenco regular de Parks and Recreation , em lugar de convidados ou de pessoas do elenco de apoio não-regular.

### Leslie Knope

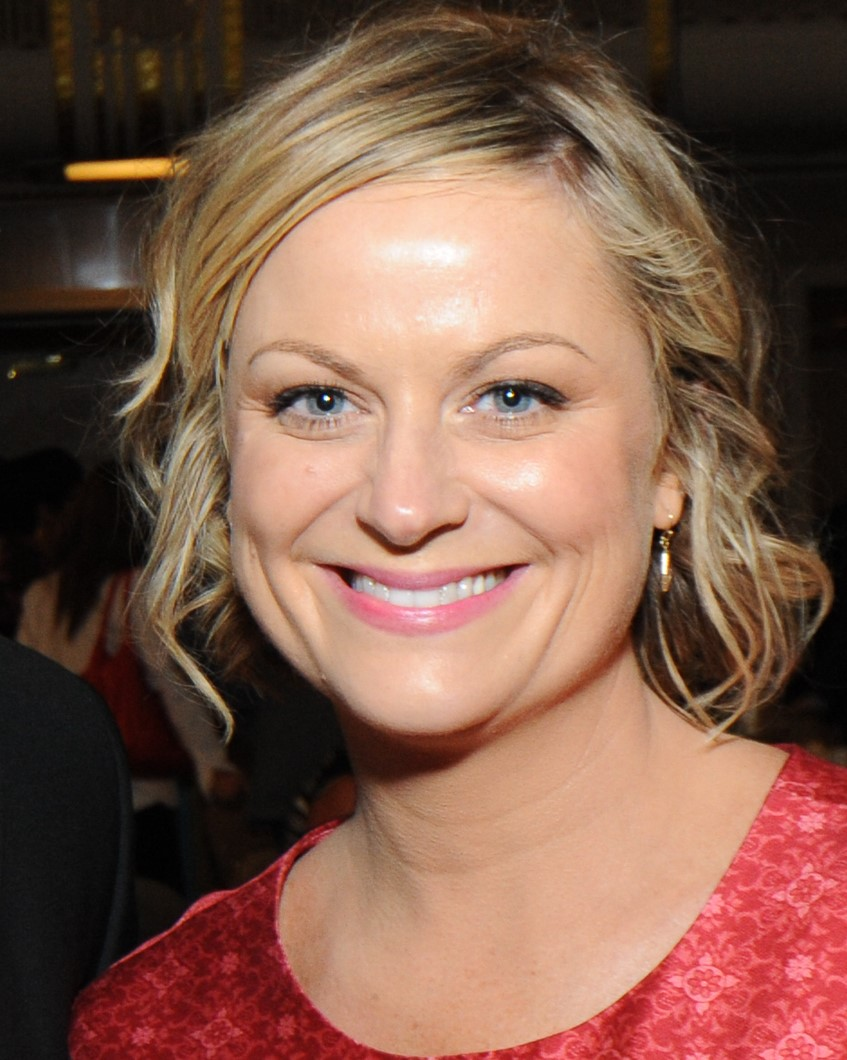
Amy Poehler

Leslie Knope (Amy Poehler) é a vice-diretora do departamento de parques e recreação de Pawnee, e a protagonista de Parks and Recreation. Leslie é uma mulher apaixonada, trabalhadora e ambiciosa que ama a sua cidade Pawnee e, ao contrário de muitos ao seu redor, não perdeu o seu otimismo em face da burocracia do governo. Ela acredita firmemente na missão de seu trabalho, por vezes indo over-the-top na sua dedicação em ajudar as pessoas. Seu sonho é se tornar a primeira mulher Presidente dos Estados Unidos. Durante as duas primeiras temporadas, Leslie procura transformar um fosso de construção em um parque, apesar de vários obstáculos e da burocracia governamental. Quando o departamento de parques de Pawnee enfrenta dificuldades orçamentárias, Leslie relança com êxito o festival da colheita da cidade, o que torna seu departamento sustentável novamente. A terceira temporada termina com políticos scouts falando com ela sobre a possibilidade de concorrer a um cargo de eleição, embora ela se recuse a informá-los de seu caso secreto com Ben Wyatt, o que poderia ser um escândalo político. Na quarta temporada, Leslie constrói suas ambições políticas, quando ela concorre com êxito para o conselho da cidade. A Quinta Temporada foca principalmente nas experiências  Leslie no Conselho da Cidade de Pawnee. Na sexta temporada, no entanto, ela é chamada novamente para trabalhar no departamento de parques e recreação, e volta a trabalhar lá em tempo integral.

### Ron Swanson

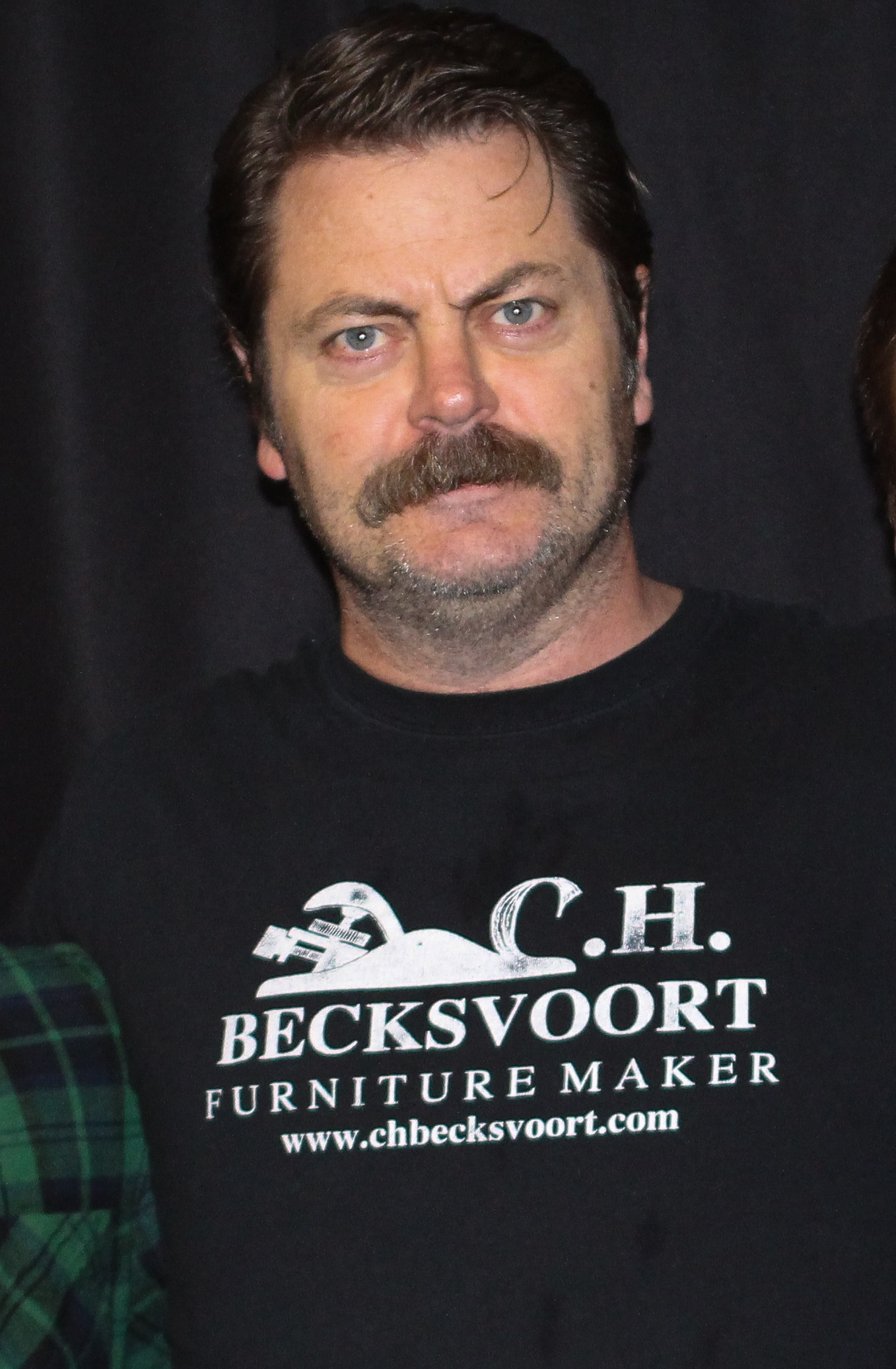
Nick Offerman

Ron Swanson (Nick Offerman) é o diretor do departamento de parques e recreação, embora ele permita que Leslie faça quase todo o trabalho real do departamento. Apesar de trabalhar como funcionário público, Ron é um firme libertário que acredita no estado mínimo e sente que o departamento de parques não deveria sequer existir ou manter parques. Ele defende o programa de cortes, sempre que possível trabalha ativamente para fazer prefeitura menos eficaz, e, especialmente, detesta interagir com os contribuintes de Pawnee. No entanto, Ron tem um profundo respeito por Leslie e realmente se preocupa com seus colegas de trabalho, apesar de seus esforços para esconder isso. Ron tem uma personalidade inexpressiva,  gosta de carne, de caça e de comidas de café da manhã. Ele tem duas ex-esposas, ambas chamadas Tammy, a que ele odeia. Ron Swanson tem sido elogiado como o personagem "breakout" da série, e algumas de suas características foram baseadas em elementos da personalidade de Offerman na vida real, como sua afinidade para marcenaria e tocar saxofone.

### Tom Haverford

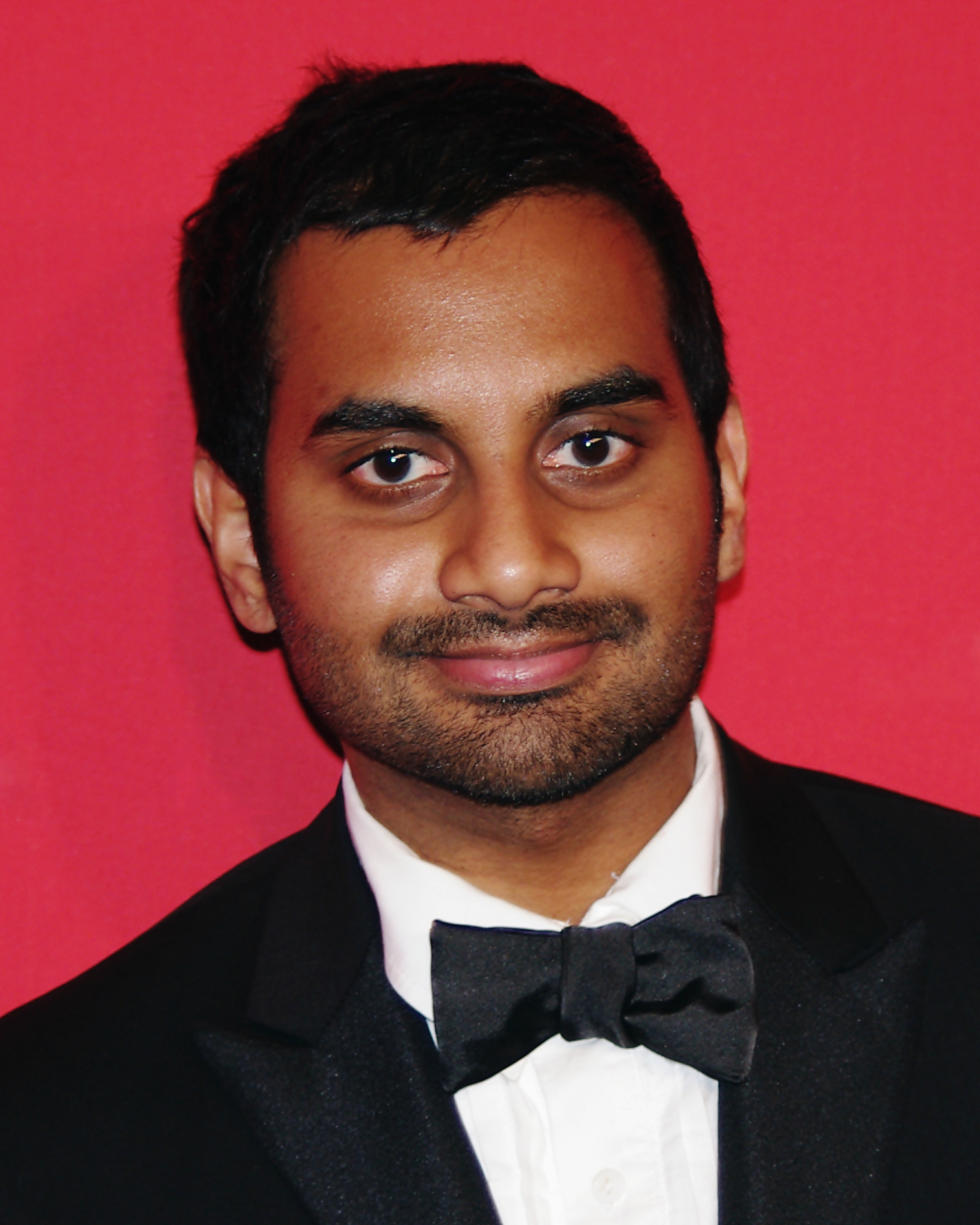
Aziz Ansari

Tom Haverford (Aziz Ansari) foi um administrador no departamento de parques durante a maior parte da série, apesar de também ter se tornado um pequeno investidor no Snake Hole Lounge e sair no final da terceira temporada para formar uma empresa de entretenimento com o seu amigo Jean-Ralphio. Tom era o subordinado imediato de Leslie no departamento de parques e os dois muitas vezes, trabalham juntos em tarefas. Tom, sarcástico parecia pouco se importam com o seu trabalho governamental de nível médio e raramente mostrou qualquer iniciativa ou ética de trabalho. Isso fez dele um dos favoritos de Ron Swanson, que uma vez disse, "Eu gosto de Tom. Ele não faz um monte de trabalho por aqui. Ele mostra zero iniciativa. Ele não é parte do time. Ele nunca anda a milha extra. Tom é exatamente o que eu estou procurando em um funcionário do governo." No Entanto, Tom possui fortes aspirações de se tornar um magnata dos meios de comunicação, e, por vezes, usou seu trabalho no departamento de parques para aumentar a sua estatura e o conseguir  favores dos outros. Tom se considera um homem extremamente estiloso, um suave pickup artist, e acredita se carregar no estilo do rapper Jay-Z. Ele constantemente dá em cima de mulheres, particularmente Ann Perkins, geralmente com pouco sucesso. Tom era casado com uma atraente cirurgiã chamada Wendy no início da série, mas eventualmente é revelado que era um casamento de green card que amigavelmente termina em divórcio.

### April Ludgate

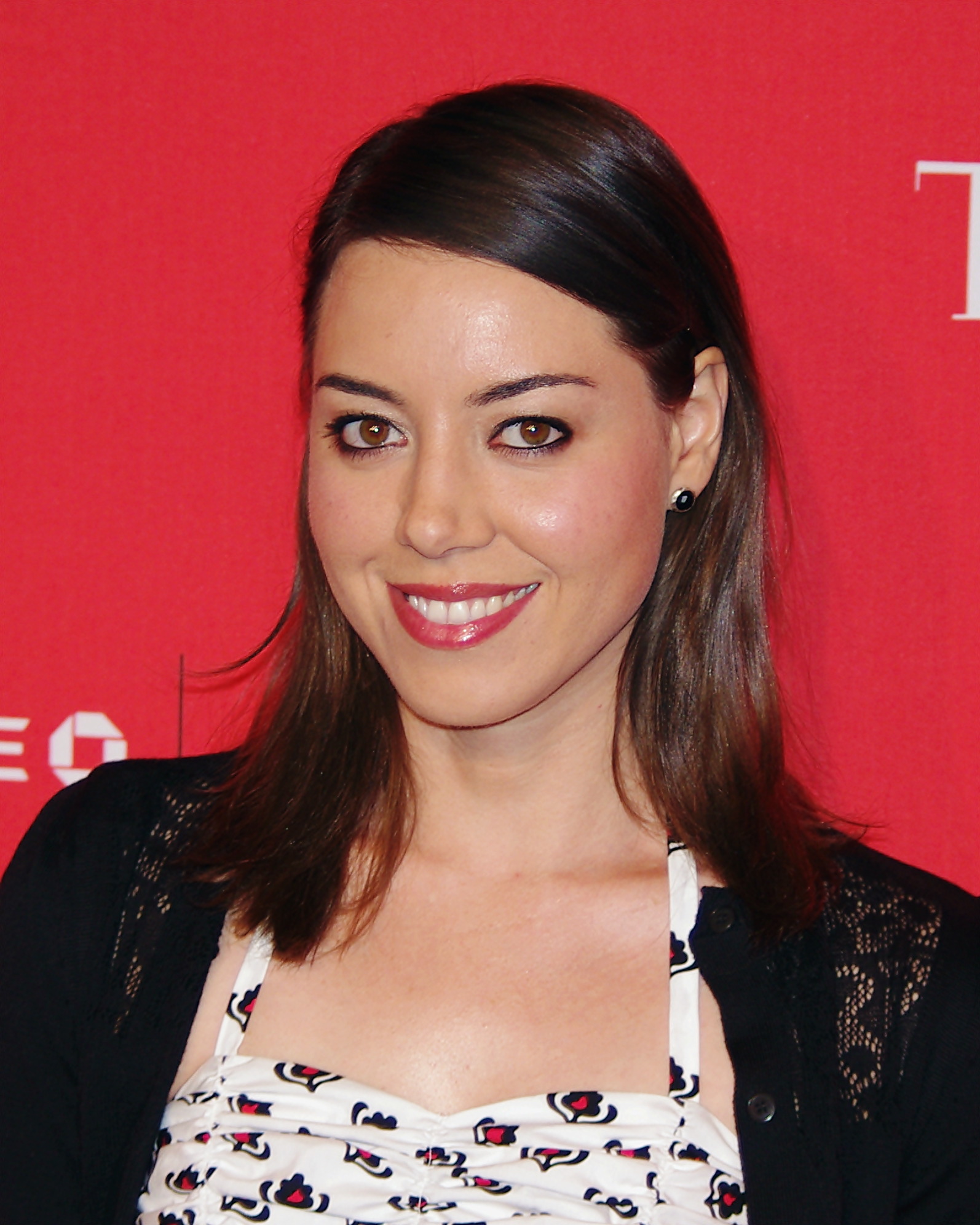
Aubrey Plaza

April Ludgate (Aubrey Plaza) é uma estudante universitária extremamente sarcástica, apática e de estilo gótico que começou a série trabalhando como estagiária no departamento de parques e recreação, mas, eventualmente, é contratado por Ron Swanson como assistente em tempo integral. Ela sempre fala em tom de voz inexpressivo e desinteressado, muitas vezes fazendo comentários secos ou zombando de todos ao seu redor, e manifesta pouco interesse em seu trabalho. No entanto, ela secretamente tem um profundo apreço por Leslie Knope. Em contraste com a personalidade de April, seus pais são pessoas extremamente positivas e entusiastas. No início da série, April estava namorando com um rapaz abertamente gay, chamado Derek, que era, simultaneamente, namorado de Ben. Eventualmente, April e Derek terminam, e April nutre uma paixão por Andy Dwyer na maior parte da segunda temporada. Eles começaram a namorar na terceira temporada e, depois de um curto período, se casam durante uma cerimônia improvisada no episódio "Andy e April's Fancy Party". Ela também se torna a gerenciadora da banda de Andy, Mouse Rat, anteriormente conhecida como Scarecrow Boat. Quando a Divisão de Controle de Animais de Pawnee é ameaçada, April recomenda que o departamento deve ser absorvido pela divisão de Parques e Recreação. Ela é colocada no cargo de vice-diretora da divisão de Controle de Animais do departamento de Parques e Recreação. Com a ajuda de Ann, ela aplica e é aceita na faculdade de veterinária, na qual ela se recusa a participar. Eventualmente, ela encontra diversão em um emprego em Washington D.C., como conselheira de colocação de carreira.

### Andy Dwyer

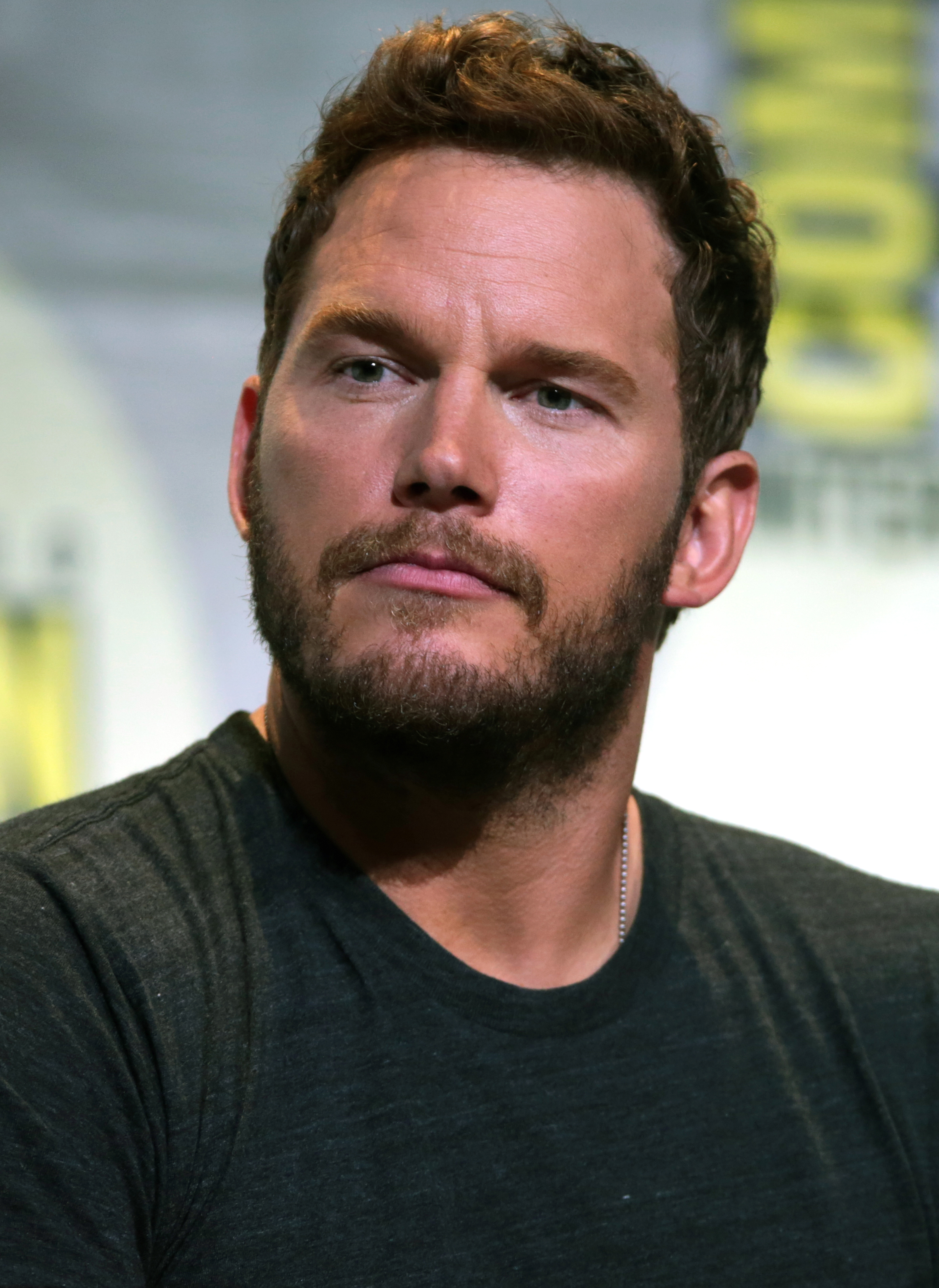
Chris Pratt

Andy Dwyer (Chris Pratt) é um pateta perspicaz, mas adorável preguiçoso que trabalha como engraxate na prefeitura de Pawnee, e, mais tarde, trabalha para a Leslie no Departamento de Parques. Ele estava namorando a Ann no início da série e, antes dos eventos do primeiro episódio, ele cai em um fosso de construção e quebra as duas pernas. Isto inadvertidamente faz com que Ann encontre Leslie depois de Ann comparecer a uma reunião da prefeitura para exigir o preenchimento do fosso. Ann rompeu com Andy depois de saber que ele fingiu a gravidade de seus ferimentos, para que ela continuasse cuidando dele. Andy, sem-teto e desempregado inicialmente mora no fosso, mas torna-se mais autossuficiente quando Leslie o concede o trabalho de engraxate. Andy começou a namorar April Ludgate durante a terceira temporada, depois de um período de tempo muito curto, os dois se casam em um capricho no episódio "Andy e April's Fancy Party". Andy é o vocalista e guitarrista de sua banda, Mouse Rat. Na temporada final, ele é mostrado apresentando um programa de TV infantil como o personagem "Johnny Karate". Originalmente, Andy deveria  aparecer apenas na primeira temporada, mas os produtores de Parks and Recreation gostaram tanto de Chris Pratt que, quase imediatamente após a convidá-lo para o elenco, decidiram fazer dele um membro do elenco regular.

### Ann Perkins

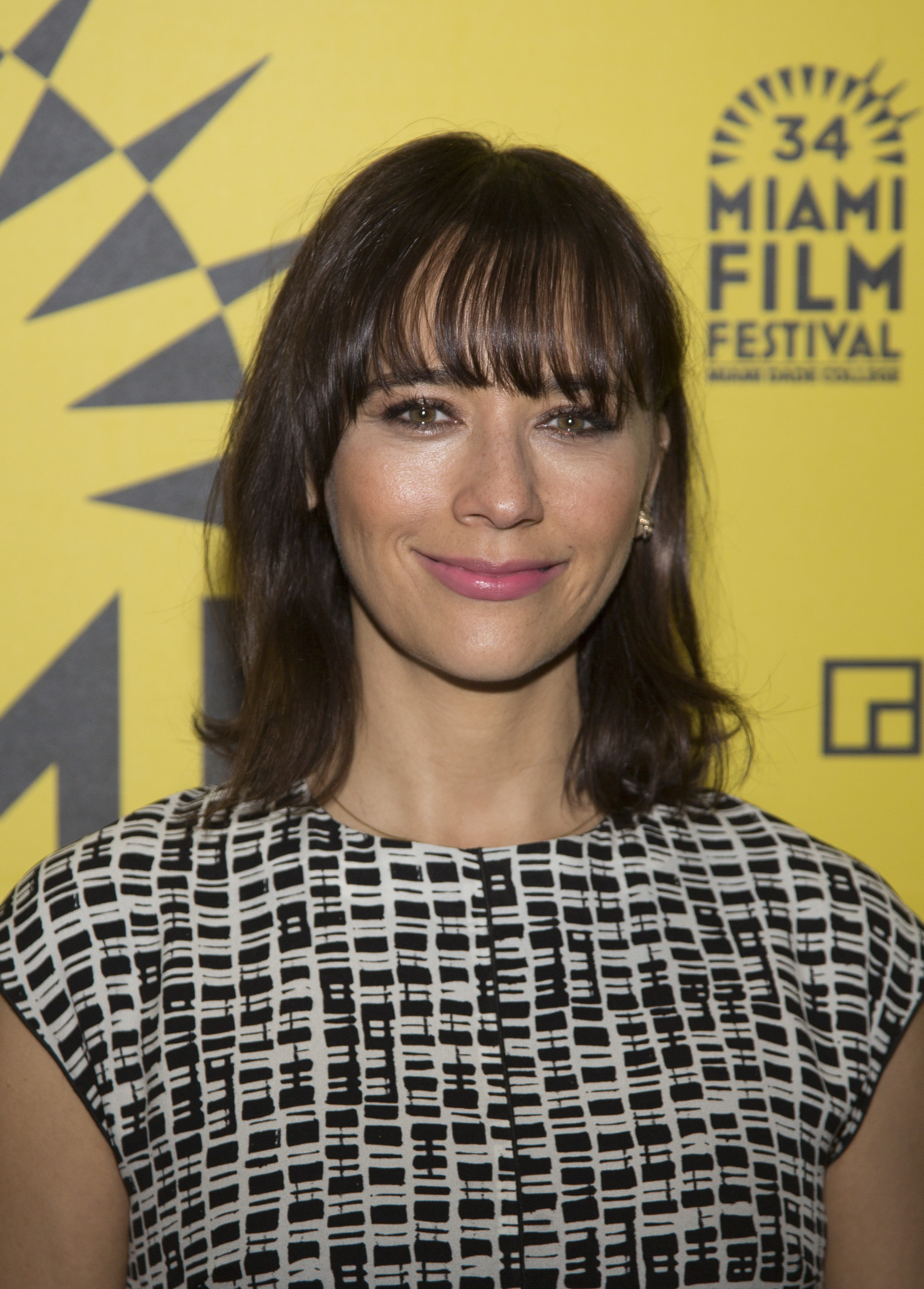
Rashida Jones

Ann Perkins (Rashida Jones), melhor amiga de Leslie é uma enfermeira que, eventualmente, trabalha em um trabalho de tempo parcial no departamento de saúde pública de Pawnee . Ann e Leslie se encontram depois que Ann requere uma reunião da cidade para falar sobre o preenchimento de um fosso de construção abandonado, e Leslie empurra para transformá-lo em um parque. Antes mesmo de começar seu trabalho de tempo parcial na prefeitura de Pawnee, Ann, muitas vezes, passou tempo na prefeitura, e ajudou o departamento de parques em seus empreendimentos, devido à sua amizade com Leslie. Ann estava namorando Andy Dwyer no início da série, mas ela rompe com ele após a primeira temporada , depois de descobrir que Andy falsificou a gravidade de uma lesão, para que Ann continuasse a cuidar dele. Ela começou a namorar o urbanista Mark Brendanawicz, mas eles se separam no final da segunda temporada. Ann brevemente namora Chris Traeger, até que ele termina com ela, deixando Ann emocionalmente perturbada, e fazendo com que ela vá a uma série de encontros com vários homens. Os dois voltam na sexta temporada e Ann fica grávida. Pouco depois, Ann e Chris mudam-se para Ann Arbor, Michigan. Ela tem um filho, Oliver, em Galentine's Day.

### Jerry Gergich

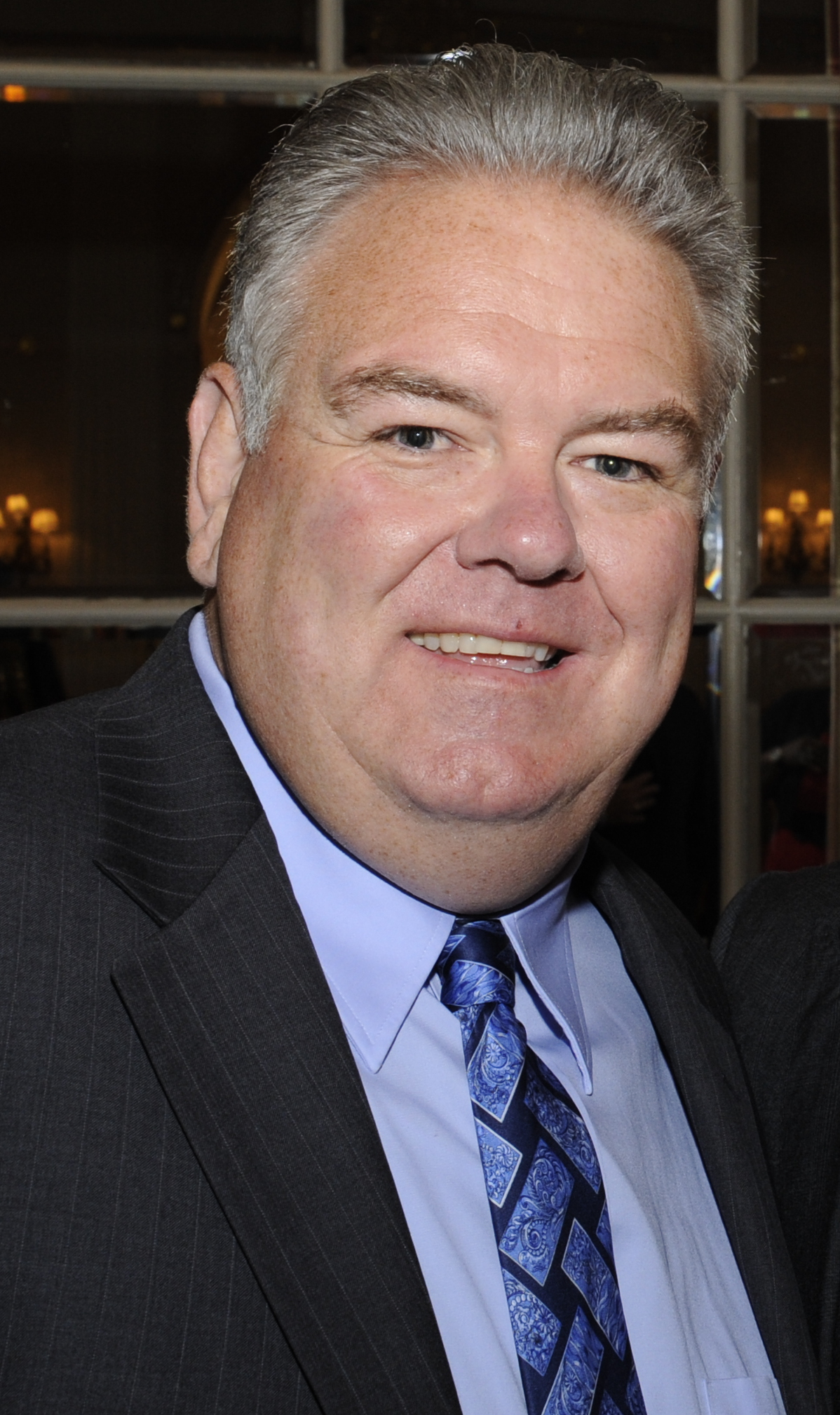
Jim O'Heir

Garry "Jerry"/"Larry"/"Terry"/"Gengurch"/ Gergich (Jim O'Heir) é um empregado do departamento de parques e recreação que é constantemente zombado e ridicularizado por seus colegas. Jerry é desajeitado, sobrepeso e frequentemente gagueja quando precisa falar em público.Ele é tão zombado que, após cair e deslocar seu ombro no episódio "Park Safety", alega falsamente que foi assaltado para que seus colegas de trabalho não tirem sarro dele. Entretanto, a despeito das piadas, os funcionários do departamento de parques gostam de Jerry, e ele próprio diz não ligar para as brincadeiras por estar muito próximo da aposentadoria com salário integral. Jerry frequentemente demonstra grandes talentos artísticos e é um excelente pianista e pintor, Embora seus talentos sejam geralmente negligenciados, ignorados ou até mesmo zoados por seus colegas como se fossem falhas de caráter. A personalidade de Jerry não é estabelecida até a segunda temporada, mas os produtores escalaram O'Heir no começo da série por gostarem do ator e decidiram que desenvolveriam o personagem mais tarde na série. Em um episódio da quarta temporada durante o julgamento de Leslie por seu relacionamento com Ben, Jerry revela seu primeiro nome real, Garry, sob juramento. Ele então explica que foi chamado de Jerry por engano por um funcionário de alto escalão da prefeitura e achou que seria rude corrigi-lo. Foi também revelado que. Foi também revelado que ele nasceu em um ano bissexto e tem 64/16 anos. Em contraste à sua estranheza no trabalho, Jerry leva uma vida familiar idílica com sua linda esposa, Gayle (interpretada por Christie Brinkley), e seus filhos, como mostrados quando ele é anfitrião de uma festa no episódio "Ron and Diane" da quinta temporada. Na sexta temporada, seus colegas de trabalho decidem chamá-lo permanentemente de Larry em vez de Jerry. Em uma sequência futura na sexta temporada, Jerry aparece trabalhando para Leslie em seu novo trabalho, 3 anos no futuro, e Leslie o chama de Terry. Ele é nomeado prefeito de Pawnee no penúltimo episódio da sétima temporada. Em cenas flash do futuro no último episódio da série, é revelado que ele é eleito prefeito várias vezes antes de se aposentar e morrer em paz nos braços de Gayle, cercado por sua família em seu centésimo aniversário.

### Donna Meagle

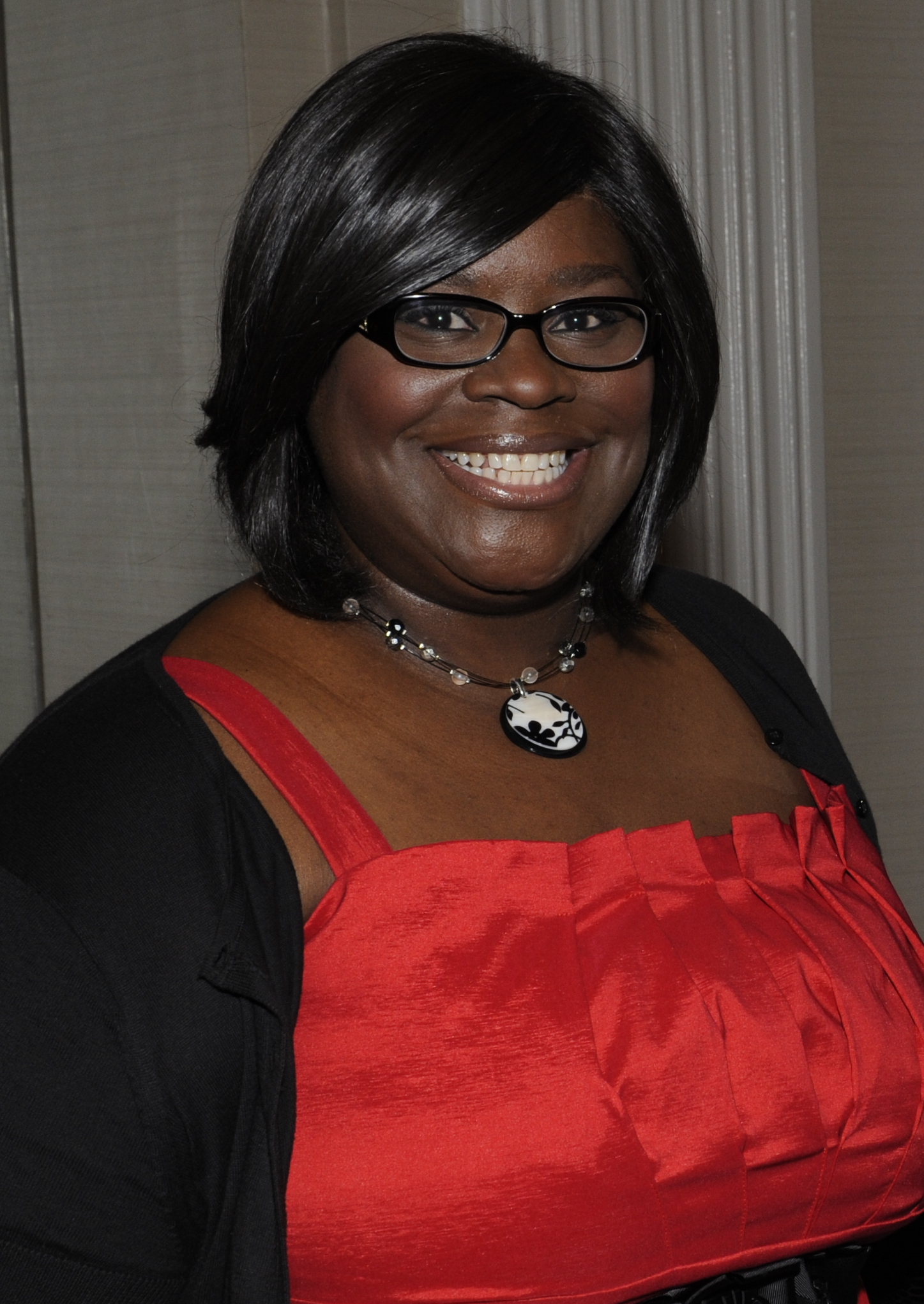
Retta

Donna Meagle (Retta) é uma funcionária do departamento de parques e recreação. Confiante e animada, ela tem sido descrita pela NBC como os "a diva de Parks". Donna gosta de festas, e muitas vezes toma dois shots de álcool de uma só vez, sem qualquer problema. Ela pode ser extremamente competitiva, especialmente quando se trata de namoro, onde ela tem a filosofia 'cada mulher por si mesma'. no Entanto, Donna ajudou Ann a recuperar-se de seu mau término com Chris, dando-lhe conselhos e encorajando-a a seguir em frente com encontros-rebote. Donna trabalha no departamento de parques a mais tempo que Leslie, e é uma das poucas pessoas que podem falar com firmeza com Ron Swanson. Ela é a orgulhoso proprietário de um Mercedes, do qual gaba-se muitas vezes e é extremamente protetora. Como com Jerry Gergich, a personalidade de Donna não foi estabelecida até a segunda temporada, mas Retta, foi lançada durante a primeira temporada, porque os produtores gostaram dela, e decidiram iriam criar o seu personagem a medida que a série progredisse.

### Ben Wyatt

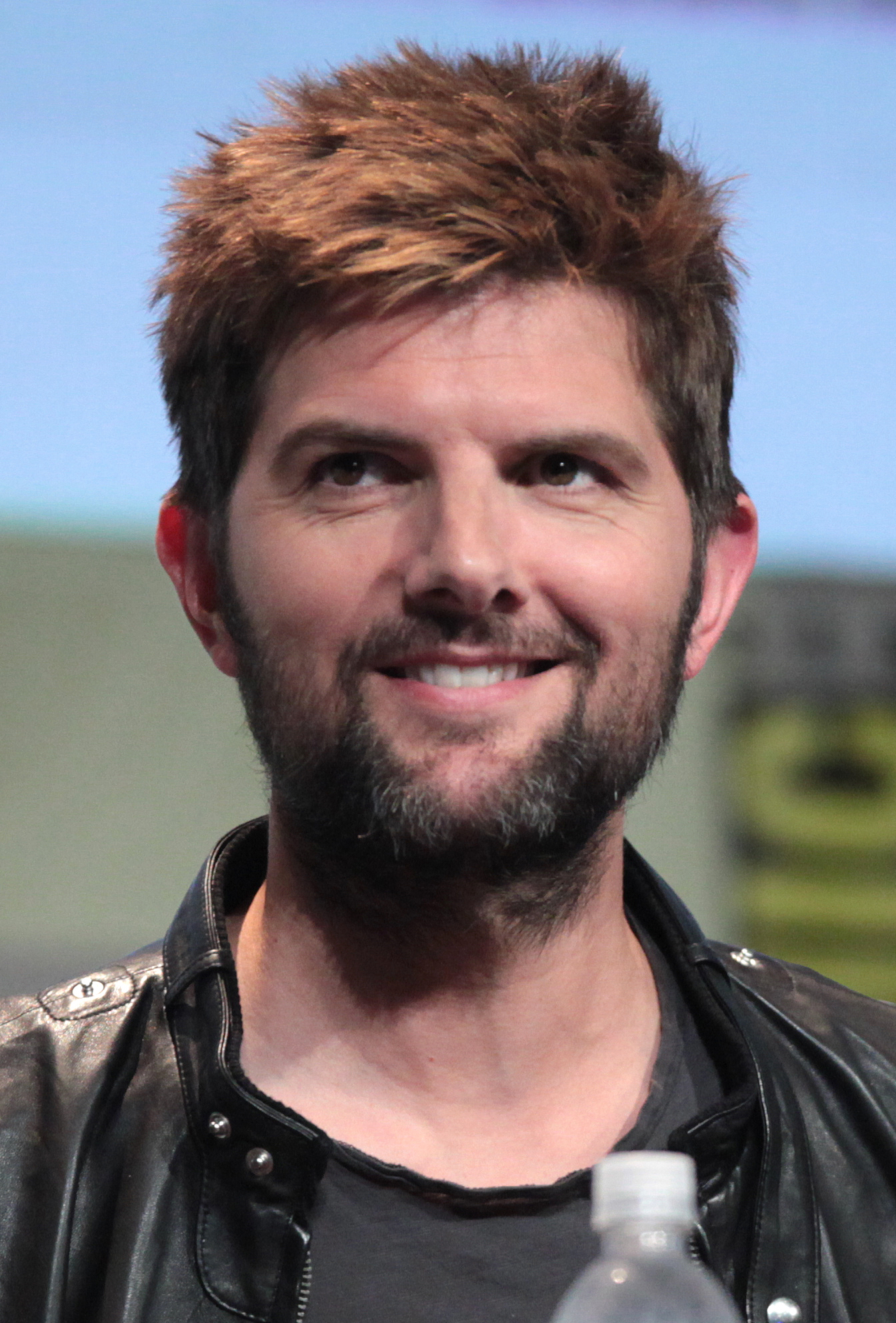
Adam Scott

Ben Wyatt (Adam Scott) é o marido de Leslie. Ele juntou-se a série no penúltimo episódio da segunda-temporada "The Master Plan", como um auditor do estado de Indiana, que eventualmente, consegue um emprego em Pawnee trabalhando com Chris. Quando tinha 18 anos, Ben foi eleito prefeito de sua cidade natal, Minnesota, mas foi cassado depois de dois meses, pois não tinha experiência em governo e levou a cidade à falência. Tornou-se um auditor de contas como uma tentativa de se redimir e provar que ele poderia gerir responsavelmente o governo da cidade. No início da série, Ben contrasta a personalidade alegre de Chris, ao descrever, sem rodeios, a necessidade de cortes na economia de Pawnee, o que causou conflitos entre Leslie e Ben. Enquanto Ben anteriormente nunca estabeleceu raízes em uma cidade, devido a necessidade constante de viagens em seu trabalho, ele gradualmente desenvolveu um amor por Pawnee, o que coincidiu com o desenvolvimento de seu interesse romântico por Leslie. Os dois começam a namorar no episódio "Road Trip", apesar da rígida política de Chris proibindo romances no trabalho. Quando ele descobre que Leslie esta concorrendo a um cargo de eleição no episódio "I'm Leslie Knope", eles se separam por medo de comprometer a chance de Leslie de ganhar a eleição caso sua relação pudesse criar um escândalo político. No entanto, eles decidem voltar a ficar juntos em "Smallest Park", e mais tarde se casam.

### Chris Traeger

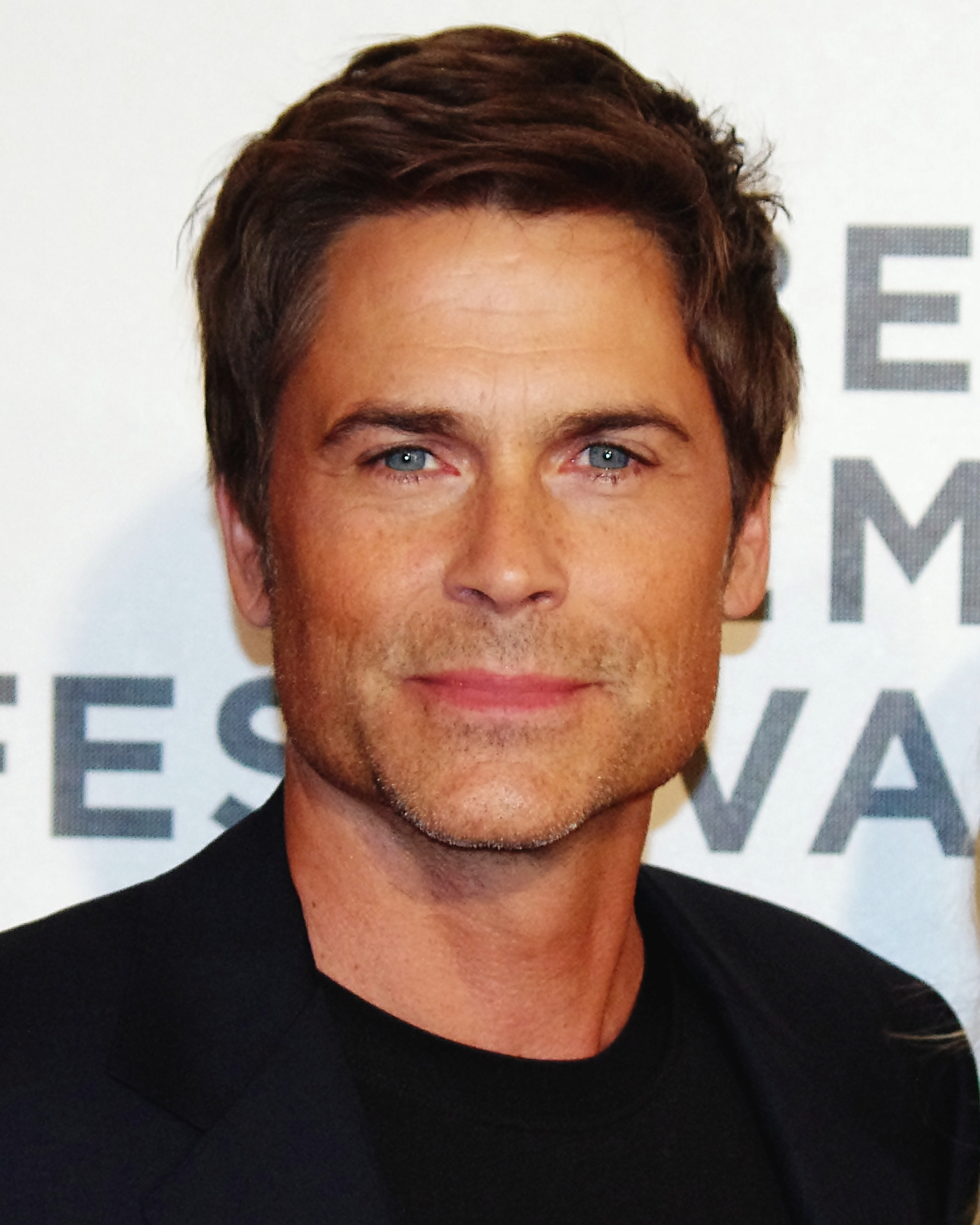
Rob Lowe

Chris Traeger (Rob Lowe) apareceu pela primeira vez em "The Master Plan", junto com Ben Wyatt, como um auditor do estado de Indiana visita Pawnee para ajudar a resolver seus problemas financeiros incapacitantes. Isto levou a grandes reduções orçamentais e, eventualmente, de um a três meses de paralisação do governo. No episódio "Camping", ele aceita um emprego como administrador da cidade, depois de o administrador anterior, Paulo Iaresco, sofrer um ataque cardíaco. Chris é uma pessoa extremamente positiva, está sempre otimista e cheio de energia. Extremamente preocupado com sua saúde, ele se exercita constantemente e come apenas alimentos saudáveis,«Ron and Tammy». Parks and Recreation. Temporada 2. Episódio 8. NBC , e espera ser o primeiro ser humano a viver 150 anos. Ele tem um namoro breve com Ann Perkins, mas os dois se separam na terceira temporada. Chris impõe uma política rígida contra namoro no local de trabalho na câmara da cidade, o que acaba prejudicando Leslie e Ben. Rob Lowe foi originalmente previsto para aparecer em apenas oito episódios como estrela convidada, mas, eventualmente, assinou contrato para permanecer no programa como membro do elenco permanente.

### Mark Brendanawicz
Mark Brendanawicz (Paul Schneider) foi um urbanista de Pawnee que namorou Ann Perkins na maior parte da segunda temporada. De acordo com o personagem de Aziz Ansari, Tom Haverford, "Ele está preso com alguma garota louca". No início da série, Mark era um amor não correspondido de Leslie Knope. Os dois tiveram um encontro de uma noite seis anos antes, e Leslie nunca o superou, embora a Mark nunca tenha correspondido suas afeições. Cansado e desiludido com seu trabalho, devido à burocracia do governo, Mark, muitas vezes, de forma pragmática, insiste para Leslie que suas ambições para transformar um fosso de construção em um parque são improváveis de ser bem sucedidas. No entanto, ele admira o otimismo inabalável de Leslie em face da ineficácia do governo e tenta ajudá-la. Na primeira temporada, o "Rock Show", Mark, bêbado, tenta beijar Leslie, mas ela o rejeita e ele acidentalmente cai no fosso. Embora Mark seja egoísta e promíscuo com mulheres no início do show, ele se torna mais gentil quando começa a namorar Ann, e até mesmo faz planos de pedir ela em casamento. Depois que ela termina com ele, Mark deixa seu cargo na prefeitura para trabalhar no setor privado, marcando a saída de Schneider da série. Ele não aparece em alguns episódios depois da segunda temporada, e a série incisivamente não faz referências a ele, principalmente no episódio em que Ann Perkins deixa Pawnee e o enredo revisita muitos de seus romances pré-casamento/gravidez, mas apaga a Mark da lista, mesmo eles tendo namorado por quase toda a segunda temporada. As únicas referências restantes são de que o mural de mock-up que ele fez continua pendurado no escritório de Ron por toda a sexta temporada, e uma bolsa de laptop que ele dá para Ann Perkins aparece como um adereço pela quinta temporada.

### Craig Middlebrooks

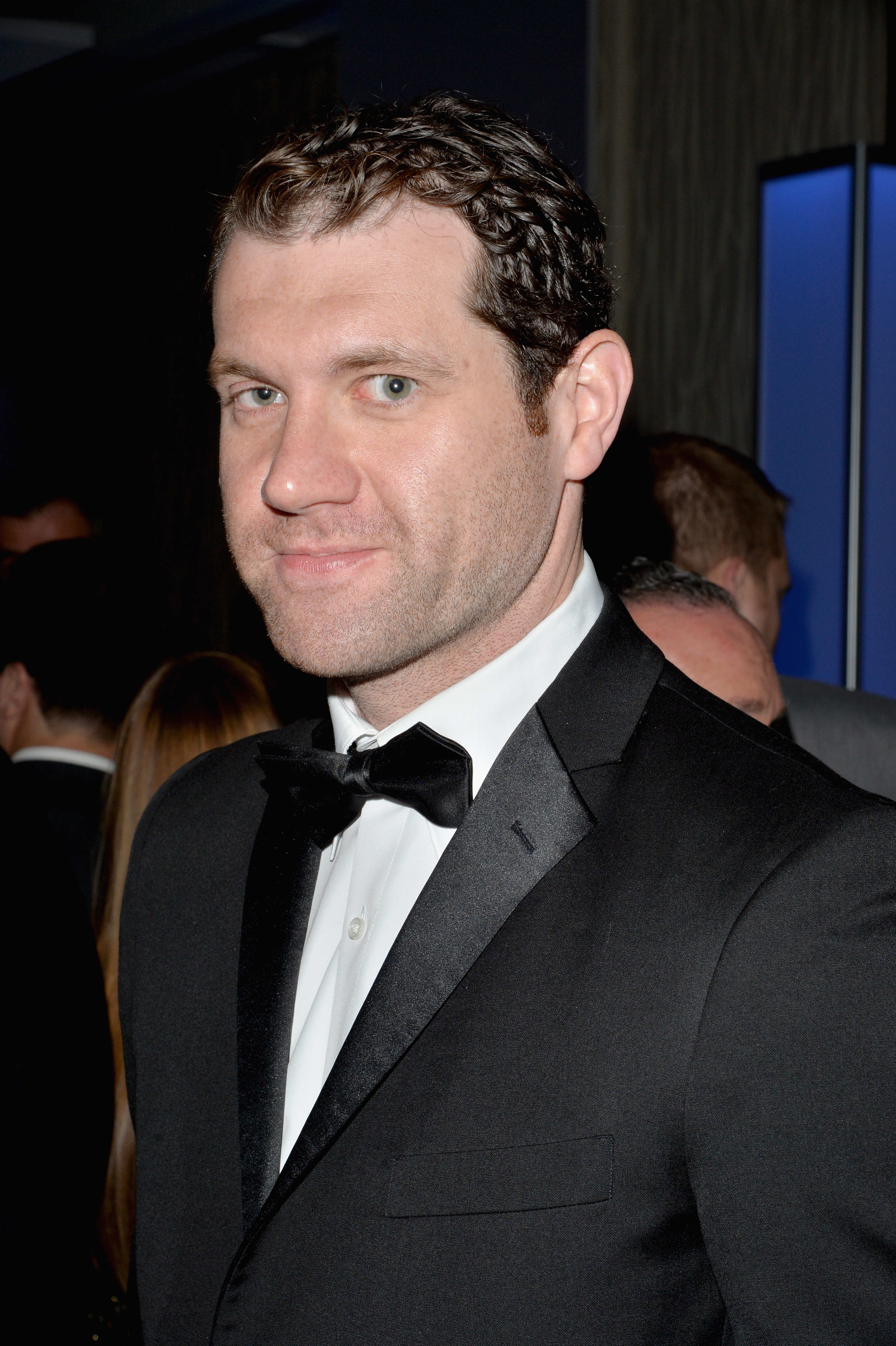
Billy Eichner

Craig Middlebrooks (Billy Eichner) é o ex-gerente do escritório de do departamento de parques de Eagleton, o equivalente da posição de Donna em Pawnee. No episódio "Doppelgangers", ele e outros funcionários de Eagleton são levados para  Pawnee após a fusão dos escritórios das cidades de Pawnee–Eagleton. Craig é o único ex funcionário do departamento de parques de Eagleton não demitido após a fusão, e continua a trabalhar no escritório de Pawnee, sob o título de "Administrador Associado". Em 2017, ele substitui Ron Swanson como diretor do departamento de parques de Pawnee.
Craig, a princípio, parecia ser o oposto da personalidade mais descontraída de Donna (com demissões iminentes, Donna, na verdade, sugeriu a Leslie que Craig deveria manter seu trabalho por ser muito mais apaixonado por ele). Os dois se conectaram através de seu amor mútuo da série de TV Scandal.
O superdramático Craig, muitas vezes, levanta a sua voz, a ponto de gritar, e frequentemente golpeia coisas fora de proporção, embora ele prove ser um funcionário eficiente e um forte negociador que está familiarizado com a política da cidade.
Após aparecer de maneira recorrente durante a sexta temporada da série, Eichner foi promovido para o elenco princial na sétima temporada, começando com o quarto episódio "Leslie and Ron".

## Familiares e amigos dos personagens principais

### Dave Sanderson

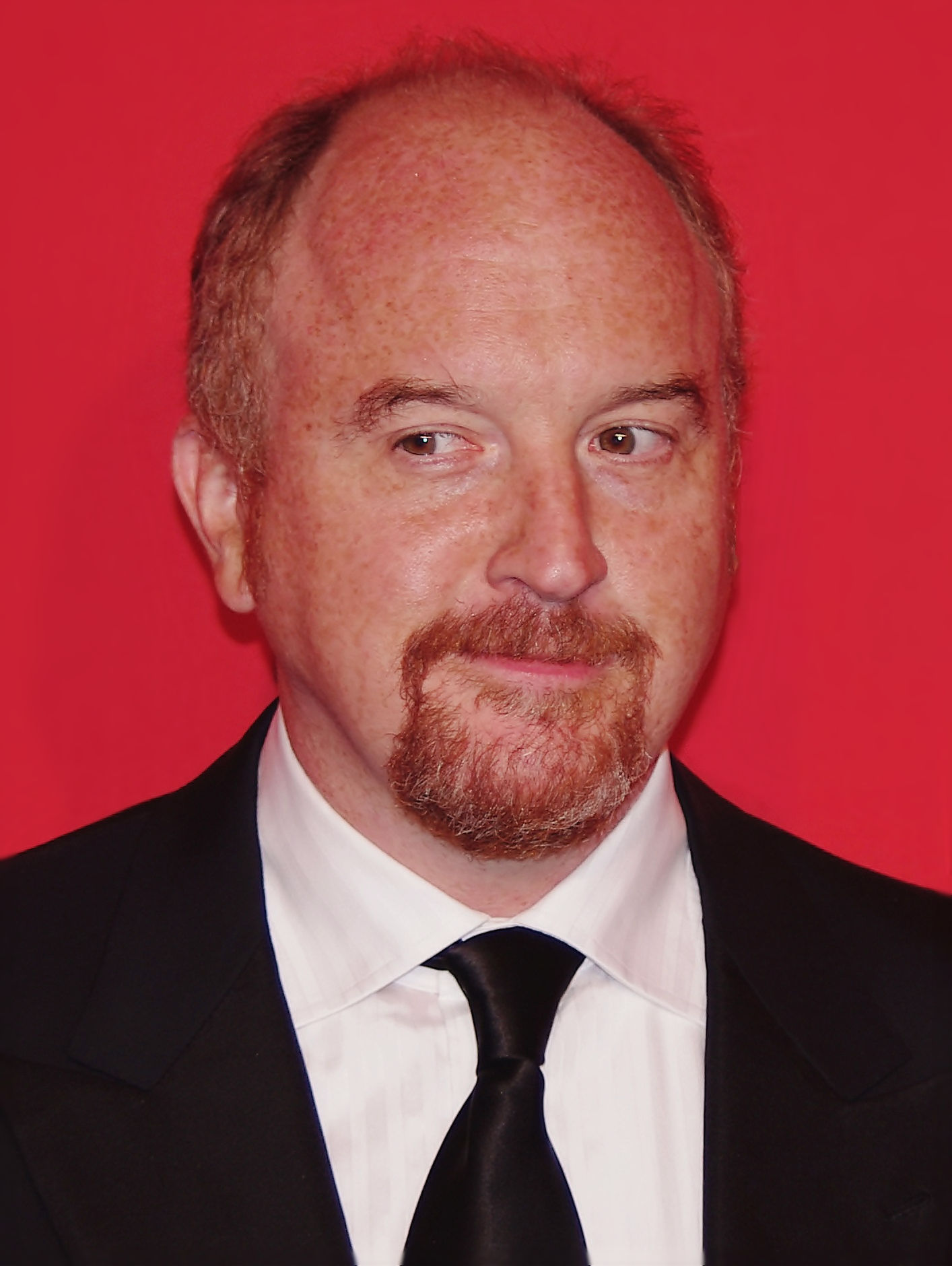
Stand-up do comediante Louis C. K. estrelou como Pawnee Sargento da polícia Dave Sanderson.

Dave Sanderson (Louis C. K.) é um ex-namorado de Leslie Knope e ex-sargento da polícia em Pawnee. Socialmente desajeitado, Dave sempre fala de maneira extremamente inexpressiva e com tom de voz técnico, mas tem uma personalidade agradável, apesar de seu exterior grave e, por vezes, rude, com um policial de Pawnee dizendo a Leslie que Dave tinha sido o membro mais mal-humorado da força, até conhecê-la. Ele aparece pela primeira vez em "The Stakeout", onde ele prende Tom depois de, com desconfiança, encontrá-lo há muito tempo dentro de uma van estacionada. Leslie, com raiva exige que Dave liberte Tom, e Dave a acha imediatamente atraente. Ele a chama pra sair em "Beauty Pageant", e ela aceits, embora tenha inicialmente hesitado quando Dave falha ao reconhecer as fotos das principais figuras políticas femininas penduradas no escritório de Leslie. Nervosa sobre a proximidade do primeiro encontro, Leslie fica bêbado em "Practice Date" e vai a casa de Dave no meio da noite, agindo de maneira tola até que Dave a leva para casa. Leslie foi humilhada, mas Dave confortou-a no dia seguinte e eles continuaram saindo. Em "Greg Pikitis", Dave ajuda Leslie a monitorar seu inimigo, o estudante de ensino médio, Greg Pikitis, na noite de Halloween e, finalmente, ajuda a pegá-lo no meio de cometer uma prank. Dave fez o que parecia ser sua última aparição em "Christmas Scandal", quando ele diz a Leslie que está nos na Reserva do Exército dos Estados Unidos e foi chamado para trabalhos de manutenção em San Diego. Ele convida Leslie mudar-se para lá com ele, mas ela insiste que não poderia sair de sua casa de Pawnee, então eles terminam de maneira amigável. Em "Dave Returns", Dave volta para Pawnee para a festa de aposentadoria do atual chefe da polícia. Por um capricho, Leslie convida Dave para jantar com ela e Ben, e enquanto Ben está no banheiro, Dave revela a Leslie que ainda tem sentimentos por ela. Ele, então, algema Ben no banheiro, mas Ben tem acesso a seu telefone celular e chama Leslie, que, em seguida, sentou-se para uma conversa amigável, porém firme com Dave onde ela diz que está apaixonada por Ben. Dave pede desculpas por seu comportamento e aceita a situação, ficando feliz em saber que Leslie está feliz. No final do episódio, ele finalmente convence de Ben a usar o banheiro (Ben tem medo de policiais) na forma de um comando, que Ben aceita com gratidão.

### Derek e Ben
Derek (Blake Lee) é o ex-namorado abertaremnte bi de April Ludgate, que tinha um namorado gay chamado Ben (Josh Duvendeck), enquanto namorava com ela. Da mesma maneira que April, Derek e Ben são cínicos e sarcásticos, muitas vezes zombando de outros ao seu redor. Os dois primeiros aparecem juntos em "Pawnee Zoo", onde eles e April parabenizam Leslie por organizar a façanha publicitária de casar dois pinguins homossexuais no zoológico de Pawnee. Em "Sweetums", eles começam a perceber que April passa mais tempo com Andy Dwyer, e eles zombam de sua personalidade, deixando April triste e envergonhada. Em "Galentine's Day",  Derek e Ben vão a uma festa de dança para idosos, onde eles zombam dos idosos. Cansada de seu comportamento constantemente sarcástico, e cada vez mais interessada em Andy, April termina com eles. Derek e Ben reaparecem novamente, no episódio "Andy e April's Fancy Party", fazendo breves participações especiais como floristas no casamento de Andy e April.

### Dr. Harris
Dr. Harris (Cooper Thornton) é um médico que trabalha no hospital com Ann Perkins. Ele tem uma personalidade extremamente sarcástico e responde a tudo de maneira inexpressiva. Ele apareceu pela primeira vez na primeira temporada em "Rock Show", onde ele tende a Andy Dwyer, que quebrou as pernas caindo em um fosso de construção. Ele aparece novamente em "Greg Pikitis", onde ele participou da festa de Halloween de Ann vestido de médico. Quando a festa começa a se provar chata, Dr. Harris sai cedo e pega a garrafa de vinho que trouxe para a festa  de Ann, porque ninguém bebeu. Dr. Harris atendeu Andy novamente em "Freddy Spaghetti", depois que Andy foi atropelado por um carro enquanto andava de moto. Quando Andy perguntou se o Dr. Harris pode curá-lo totalmente nos próximos 10 minutos, o médico sarcasticamente respondeu, "Claro, eu vou apenas esperar o avanço da ciência médica de 30 anos." Ele também aparece na terceira temporada,"Li'l Sebastian", onde ele um caso de tendinite de Chris Traeger. Chris respondeu ao sarcasmo de Dr. Harris , declarando que ele era "literalmente a pior pessoa que eu já conheci."

### Jean-Ralphio Saperstein
Jean-Ralphio Saperstein (Ben Schwartz) é amigo idiota e arrogante de Tom Haverford que, como Tom, imagina-se um pua e baller, embora ele seja olhado com desprezo pela maioria das pessoas a seu redor, com exceção de Tom. Ele tenta se vestir elegantemente, faz e raps e rimas espontâneas rimas e muitas vezes fala gírias, tais como variações do sufixo -izzle como popularizado pelo rapper Snoop Dogg. Jean-Ralphio aparece pela primeira vez em "Set Up", quando Tom o traz para uma entrevista para ser o novi assistente de Ron Swanson; ele foi rapidamente rejeitado. Jean-Ralphio contribuiu com $5,000 quando Tom estava procurando 10.000 dólares de investimento para o Snakehole Lounge nightclub. Na terceira temporada, "Li'l Sebastian", Tom sai de seu trabalho na prefeitura para formar uma empresa de entretenimento com Jean-Ralphio chamada Entertainment 720. O papel de Jean-Ralphio foi criado especificamente para Schwartz porque os produtores de Parks and Recreation gostaram muito do ator.

### Justin Anderson

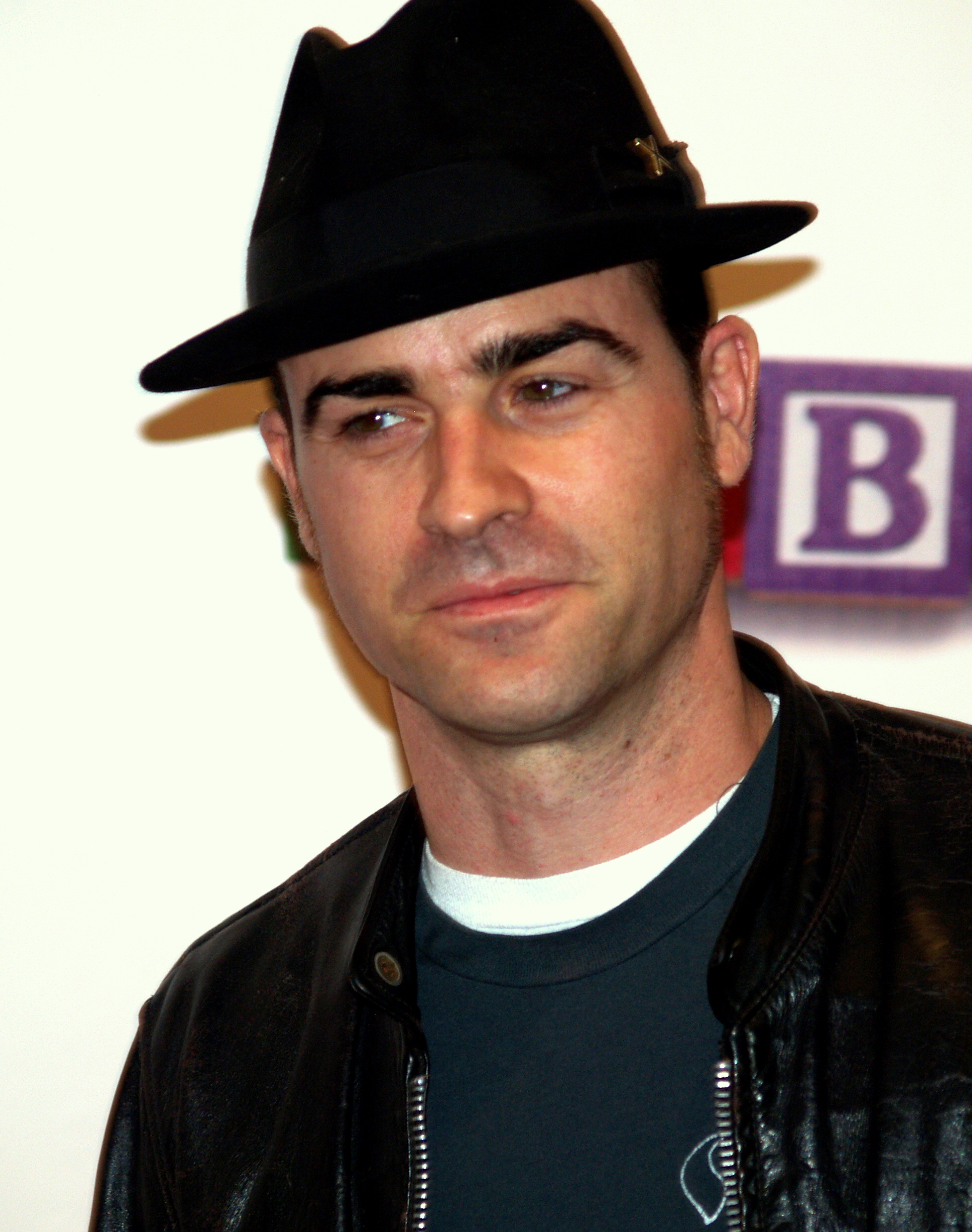
Justin Theroux interpretou o advodado Justin Anderson, um interesse romântico de Leslie Knope.

Justin Anderson (Justin Theroux) é um advogado e velho amigo de Ann que namorou com Leslie por um curto período de tempo. Ele é muito charmoso, viaja regularmente ao redor do mundo e já fez coisas extravagantes, como montanhismo. Ele ama contar histórias que mantém as pessoas entretidas, e as vezes parece menos interessado nas pessoas em seu entorno do que em ouvir e contar novas histórias. Justin e Ann nunca namoraram, mas ela parece secretamente nurir interesses românticos por ele, o que causou dificuldades entre Ann e Andy quando eles namoraram. Justin aparece pela primeira vez em "The Set Up", quando proveu serviços legais para o departamento de Parques e Recreação, e Leslie se interessou por ele. Ela pede a Ann para juntar os dois, mas Ann hesitou para fazê-lo, o que levou Mark a acusá-la de ainda ter sentimentos por Justin. Ann finalmente planeja um encontro para os dois, e eles começam a sair regularmente. Impressionada com o conhecimento de Justin sobre o mundo, Leslie fica tão determinada a impressioná-lo com uma festa em sua casa que, em "Leslie's House", ela abusa de seu poder como funcionária do governo ao recrutar funcionários da prefeitura para prover entretenimento para a festa. Justin fez sua aparição final em "Galentine's Day", quando Justin e Leslie tentaram encontrar Frank Beckerson, o amor há muito perdido da mãe de Leslie Marlene, e reunir os dois. Ao encontrá-lo, Leslie logo percebeu que Frank era muito estranho e tentou cancelar o plano, mas Justin insistiu em continuá-lo. Depois que a noite termina desastrosamente, Ron aponta para Leslie que Justin é uma pessoa egoísta que só se importa em ter mais histórias para contar, então ela termina com ele. Tom, que admirava fortemente a elegância de Justin e o idolatrava, ficou extremamente desapontado com o término e reagiu como uma criança cujos pais estão se divorciando.

### Li'l Sebastian
Li'l Sebastian é um mini cavalo, que debutou no Festival da colheita de Pawnee em 1987, e tornou-se uma celebridade imediata. Naquela semana ele foi o oitavo item mais fotografado nos Estados Unidos. Ele também recebeu um diploma honorário da catedral de Notre Dame. Leslie o traz de volta para o Festival da Colheita na terceira temporada, embora ele estando muito mais velho e com muitas doenças, incluindo catarata, diabetes, e artrite. Seu retorno trouxe emoção e alegria para todos os cidadãos de Pawnee, exceto para Ben, que não entendia o que o tornava tão especial. Na temporada final, Li'l Sebastian morre, e todos ficam devastados (exceto para Ben, que ainda não entende) Leslie usa a empresa de Tom, Entertainment 720, para dar a Li'l Sebastian um funeral. Andy, em seguida, grava a canção "5000 Candles in the Wind" para honrar Li'l Sebastian.

### Linda Lonegan
A professora Linda Lonegan (Danielle Bisutti) foi a professora de Andy em Estudos Sobre as Mulheres professor. Ela apareceu pela primeira vez em Smallest Park, onde causou uma impressão em Andy, April e, particularmente, Ron. Ron afirmou: "Se essa mulher não fosse tão violentamente oposta ao casamento, eu gostaria de pedir sua mão". Quando Andy termina o curso, Linda sai jantar com eles para comemorar, onde de April tenta juntá-la com Chris. Apesar de Linda parecer ter uma ligação com o Chris, ela foi para casa com Ron, revelando a sua atração para ele, por toda a noite.

### Lucy
Lucy (Natalie Morales) é uma garçonete no Snakehole Lounge e futura esposa de Tom Haverford. Lucy conhece Tom em "The Master Plan" depois que ele chega ao bar para acertar sua comanda da noite anterior, quando ele tenta, sem sucesso, ficar com várias garotas comprando bebidas para elas. Em vez de tentar o mesmo com Lucy, ele simplesmente age como ele mesmo, e os dois acabam saindo do bar e começam a namorar. Lucy é inteligente e engraçada, e ela aceita livremente personalidade imatura e, por vezes, inadequada de Tom. Ela, brincando, alegou ser atraída por ele porque, "Você é bonito e é pequeno o suficiente para que eu te jogue por aí." Entretanto, eventualmente fica claro para Lucy que Tom não havia superado sua ex-mulher, Wendy, particularmente devido ao quão chateado ele ficou quando Ron Swanson começa a namorar com ela. Em "Time Capsule",  Lucy termina com Tom, mas diz a ele para ligar pra ela se ele algum dia superasse Wendy. Em "End of the World" Lucy participa da "melhor festa de todos os tempos" de Tom, e os dois passam mometos agradáveis juntos. Ela beija Tom na manhã seguinte, insinuando a possibilidade de sua relação começar novamente. Tom e Lucy reacendem seu relacionamento na Temporada 7, e Tom pede Lucy em casamento. Pedido este que ela aceita, em "Two Funerals".

### A família Ludgate
Os pais de April Ludgate pais, Larry (John Ellison Conlee) e Rita (Terri Hoyos) são, em contraste com a personalidade sarcástica e apática de April, pessoas extremamente entusiasmados e positivas, que chamam sua filha de maneira afetiva de Zuzu. Rita é de Porto Rico, o que faz com que April afirme, em tom irônico que é o que a torna tão "animada e colorida"; de outra forma, no entanto, Larry e Rita representam o arquétipo do casal Midwesterner. Sua outra filha, e irmã mais nova de April, Natalie (Mini Jo Mazzola), é muito mais parecida com April na personalidade: ela é sombria, desprezo os outros e, aparentemente desinteressada em tudo a sua volta. A família Ludgate aparece pela primeira vez em "94 Meetings", quando Ron encontra-se com eles, depois de ir à casa Ludgate casa para falar com April. Larry e Rita ficam extremamente satisfeitos por encontrá-lo, e April revela que Rita é uma grande fã do alter ego secreto e saxofonista de jazz de Ron, Duque de Prata. A família também participou da cerimônia de casamento surpresa de April e Andy surpresa em "Andy and April's Fancy Party", onde eles manifestaram a sua aprovação ao casamento. Natalie deu um discurso sem sentimento e indiferente fala sobre sua irmã durante a recepção, chamando April de "ridícula", mas Andy de "tipo legal", mas o discurso foi o suficiente para levar April, emocionada, às lágrimas, o que a levou a abraçar Natalie.

### Marlene Griggs-Knope
Marlene Griggs-Knope (Pamela Reed) é mãe de Leslie e figura política de grande importância no sistema escolar de Pawnee. Ela é uma política astuta e astuta que está disposta a recorrer a táticas antiéticas para conseguir o que quer. Embora Leslie possua padrões muito diferentes, ela, no entanto, vê Marlene como uma fonte de inspiração, e possui muita vontade de impressionar sua mãe. Malene possui expectativas baixas sobre sua filha ser bem sucedida, mas sempre a apoia, como mostrado em "Canvassing" quando Marlene comparece ao fórum público organizado por Leslie a despeito do fato de prever que o fórum seria um desastre. Em "The Banquet", Marlene encoraja Leslie a usar informações escandalosas para chantagear uma oficial de zoneamento de Pawnee para que ela aprovasse o projeto de Leslie. Em "The Bubble", Leslie secretamente prepara seu namorado for para uma reunião com Marlene na esperança de que sua mãe ficasse impressionada com ele. O plano falha quando Marlene se sente atraída por Ben e dá em cima dele.

### Mona-Lisa Saperstein

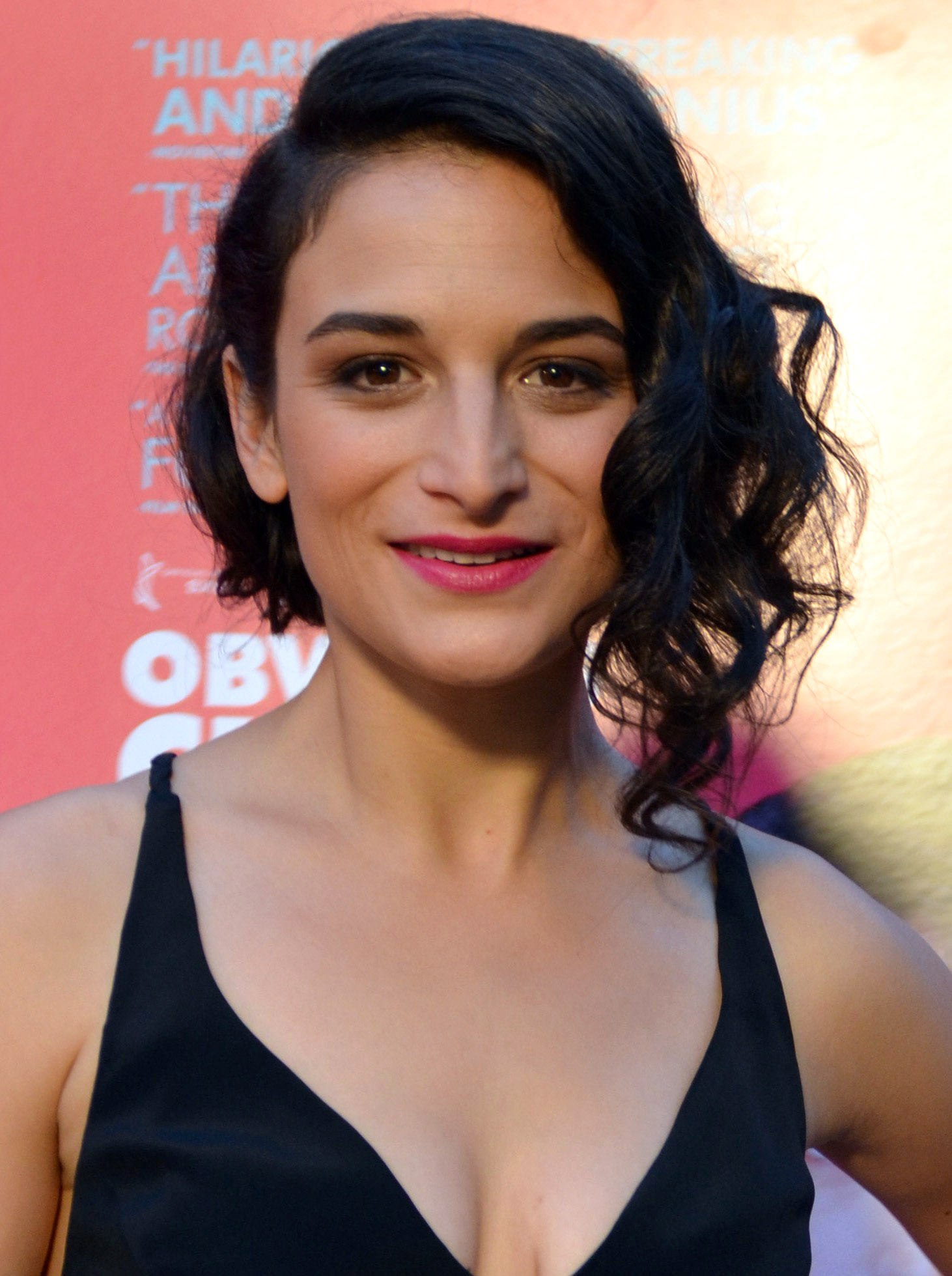
Jenny Slate

Mona-Lisa Saperstein (Jenny Slate) é a irmã gêmea louca, e extrovertida, de Jean-Ralphio Saperstein, descrita por ele como "um klepto, e uma ninfomaníaca, e um pyro". Ela também é a ex-namorada de Tom Haverford. Ela é parcialmente responsável pela abertura da loja de seu pai, Dr. Saperstein, lque eventualmente faz com que a loja de Rent-a-Swag de Tom Haverford saia dos negócios. Ela apareceu pela primeira vez na quinta temporada e continuou a aparecer nas duas últimas temporadas (particularmente na sexta temporada) como uma lunática que aterrorizadas qualquer um em seu caminho. Quando ela aparece pela segunda vez na sétima temporada seu pai lhe oferece uma explicação vergonhosa para sua insanidade dizendo a Ben e April uma palavra: "pílulas."

### Dr. Saperstein
Dr. Saperstein (Henry Winkler), o pai de Jean-Ralphio e Mona-Lisa, é um ginecologista em Pawnee que investe em várias empresas da área. Porém, ele admite abertamente que seus dois filhos são sanguessugas, que ele ama incondicionalmente de qualquer maneira. Depois de Tom e Mona-Lisa terminam, Dr. Saperstein abre uma loja semelhante a de Rent-a-Swag de Tom do outro lado da rua para o propósito de arruinar Tom, forçando-o a vender sua loja por um baixo preço. Mais tarde, ele cede um pouco e oferece Tom um negócio que vai deixá-lo em situação financeira estável, bem como obter uma pequena porção das receitas de "Tommy Closet", oferta a que Tom aceita, em tom melancólico. Ele também é o médico a quem Ann e Chris recorrem quando Ann está grávida. No último episódio da sexta temporada, ele vai na abertura do Tom Bistrô (Tom fica horrorizado ao vê-lo, mas Mona-Lisa segue sem clareza o pedido de Tom de trazer grandes nomes) e fica feliz quando percebe que o restaurante está sendo um fracasso. No entanto, mais tarde, ele afirma que a comida é incrível e pergunta a Tom se ele pode ser um investidor minoritário, ao que Tom friamente responde que vai dar a ele a oferta de algum tempo e de pensamento.

### Orin
Orin (Eric Isenhower) é o amigo esquisito e intenso de April Ludgate. Ele raramente fala e muitas vezes olha para as pessoas de maneira a fazer com que elas se sintam estranhas. Sua primeira aparição foi em "April and Andy's Fancy Party", onde ele fez Ben se sentir desconfortável; em um ponto, Ben disse a ele: "Não Orin, eu não sei como eu vou morrer. Espere, você está me perguntando ou me dizendo?" Na mesma festa, Orin conversou com Chris, mas Chris foi tão positivo que o deixou perturbado. Orin reapareceu em uma mostra de arte em "Jerry's Painting", onde ele ficou em pé silenciosamente ao lado de sua exibição: uma tela em branco. Orin foi originalmente mencionado em uma piada improvisada em "Time Capsule", mas a roteirista de Parks and Recreation Katie Dippold gostou tanto da ideia do personagem que ela o desenvolveu em seu script para "Andy and April's Fancy Party". Quando Leslie pediu a todos para trazerem uma namorado em potencial para Ann Perkins em uma festa de Dia dos Namorados, April (que não gosta de Ann) trouxe Orin; Leslie procedeu para insultar Orin e dizer que ela realmente queria dizer cada uma daquelas palabras, antes de brigar com April por trazer alguém tão desagradável para uma festa romântica (Abril mais tarde faz as pazes jogando matchmaking para Ann e Tom Haverford). Isso marcou a primeira vez que alguém disse a Orin diretamente que não gostava dele. Quando ele se candidatou para o trabalho no centro de controle de animais na quinta temporada, seu currículo continha apenas uma palavra: seu nome, em uma fonte regular. Leslie pediu a ele que fosse embora, e ao ser questionado por April sobre suas qualificações para ocupar o cargo, ele disse: "Eu estudei zoologia na faculdade, e eu posso controlar animais com minha mente.", ao que Leslie disse secamente a ele que ele não seria contratado e repete que ele precisa desaparecer, o que ele faz. Ele apareceu brevemente na sexta temporada duas vezes, no episódio "Ann and Chris" vestido de coelho da páscoa na festa de Ann e Chris e no episódio "Prom" fingindo ser a mãe de April quando Andy a buscou para ir ao baile de formatura.

### Tammy Swanson (Tammy I)

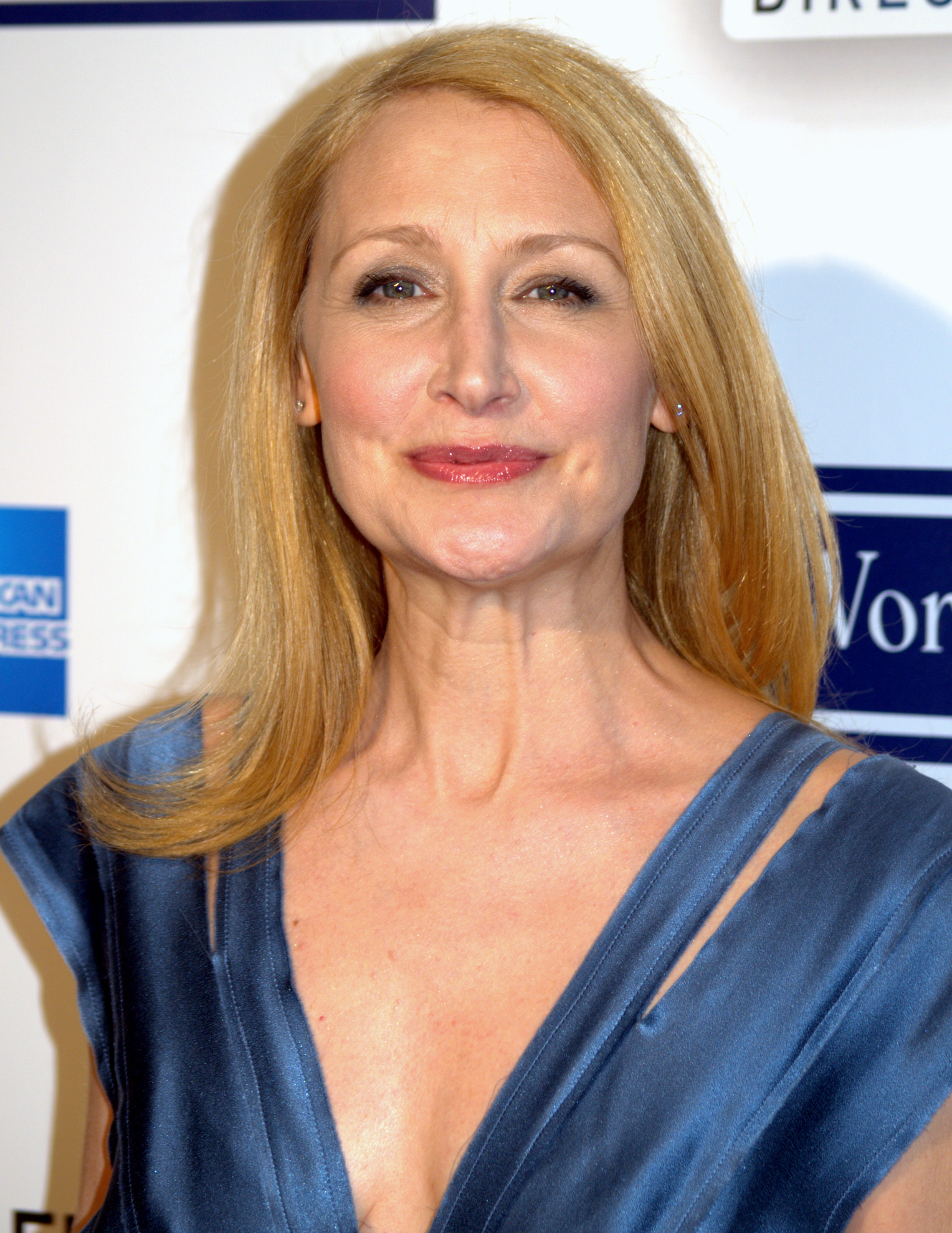
Patricia Clarkson

Tammy Swanson (Patricia Clarkson) é a primeira ex-esposa de Ron Swanson. Ron foi casado com duas mulheres diferentes, ambas chamadas Tammy, e ele odeia e teme ambas. Ron explica que Tammy esteve presente durante a maior parte de sua vida jovem: ela o conheceu como um bebê, foi sua professora, e tirou sua virgindade. Tammy, retorna como uma agente da IRS que chega no final da terceira temporada (apesar de ela não ser mostrada ao público até o episódio de estreia da quarta temporada) para auditar Ron. Tanto Ron quanto sua segunda esposa, chamada Tammy entram em pânico com a notícia de sua chegada, e Ron tenta fugir antes de decidir voltar e encará-la. Leslie, em seguida, pede à mãe excêntrica de Ron (também chamada Tammy) em um concurso de bebida para levar Tammy para longe de uma vez por todas. Visto que a alegação de Tammy I para audiar Ron era uma mentira projetada para buscar o ouro que ele tinha escondido, ela acaba indo embora sem nada, já que Ron deliberadamente colocou uma pequena quantidade de ouro à vista como chamariz, e ficou feliz com o sacrifício, a fim de se livrar de Tammy I.

### Tammy Swanson (Tammy II)

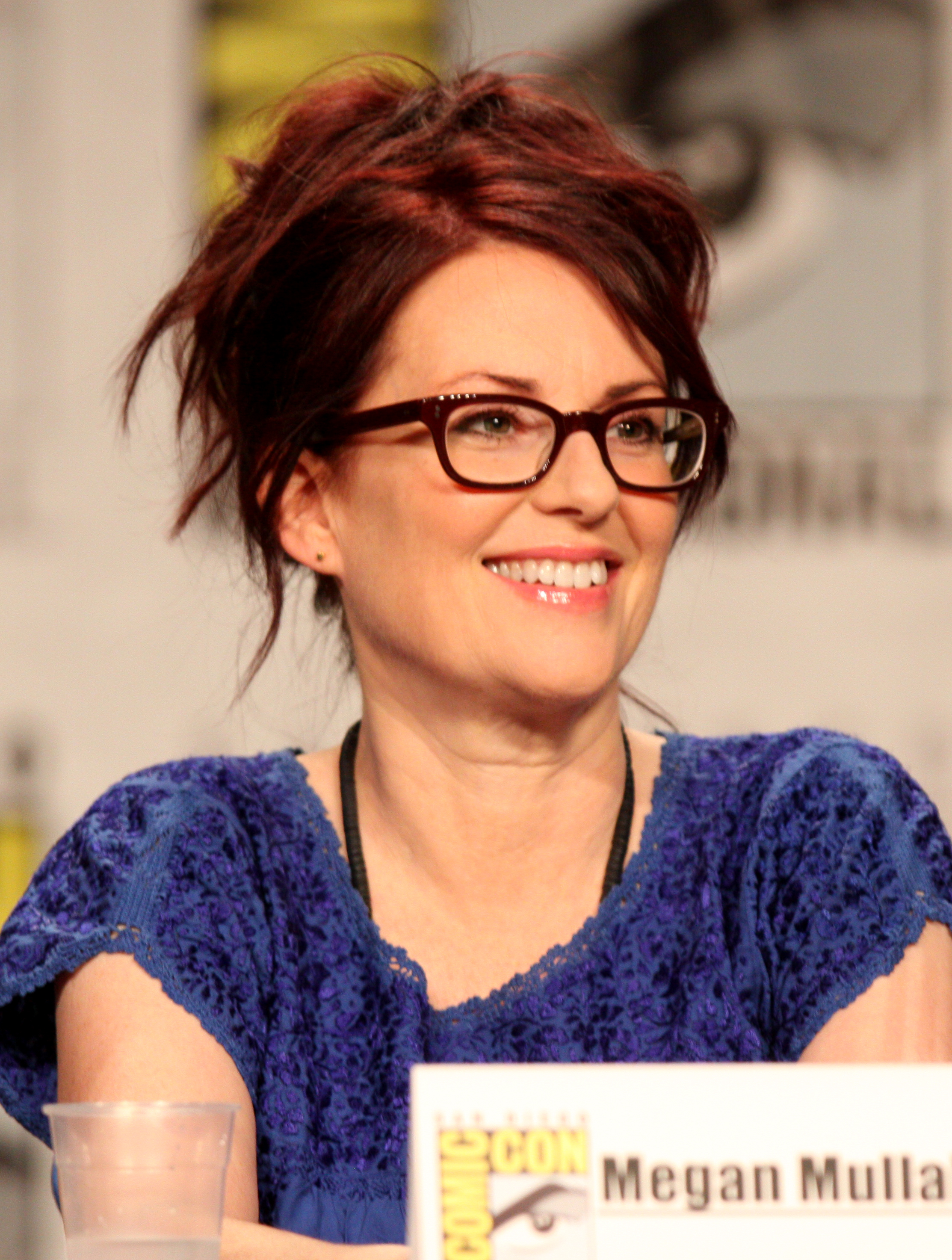
Nick Offerman's da vida real esposa Megan Mullally jogado Ron com a ex-esposa Tammy.

Tammy Swanson (Megan Mullally) é a segunda ex-esposa de Ron Swanson; Ron foi casado com duas mulheres chamadas Tammy, e ele odeia ambas. Tammy é uma mulher manipuladora que usa o sexo como uma arma, e tenta constantemente tenta fazer Ron infeliz. No Entanto, os dois mantêm uma forte atração sexual um pelo outro. Tammy é a diretora da Biblioteca de Pawnee Biblioteca, que é amplamente considerado um lugar horrível por Leslie Knope e os funcionários do departamento de parques. Tammy aparece pela primeira vez em "Ron and Tammy", quando ela se aproxima de Leslie de maneira amigável, sob o pretexto de falar com Ron e resolver suas diferenças com ele. Secretamente, ela estava tramando para Ron dar a ela um lote que Leslie planejava transformar em um parque, para que ela, em vez disso, transformasse-o em um ramo da biblioteca. Uma vez que ela e Ron restabelecem contato, os dois brigam, mas rapidamente começam a ter relações sexuais e reatam seu relacionamento brevemente. Ron, eventualmente, percebe que está sendo manipulado e, com a ajuda de Leslie, resiste às investidas de Tammy. Tammy retorna em "Ron & Tammy: Part Two", onde ela sai com Tom para fazer ciúmes em Ron. Tammy e Ron acabou tendo uma noite de sexo bêbados, que termina com os dois casando novamente. No entanto, quando Tom tentou intervir e foi brutalmente agredido por Tammy, Ron lembrou o quão horrível ela era e terminou seu casamento novamente. Tammy apareceu brevemente na terceira temporada, em "Li'l Sebastian", onde ela e Ron descobrem juntos que a primeira esposa de Ron, "Tammy I", tinha acabado de chegar na cidade, o que fez com Tammy fugisse aterrorizada. Na quinta temporada, Tammy aparece em "Ron and Diane", com planos de seduzir Ron em um show de carpintaria, onde ele estava recebendo um prêmio, fazendo com que Leslie tivesse de tomar a difícil decisão de se certificar de que Tammy nunca mais chegaria perto de Ron novamente (Diane, injustamente fica mais preocupada com a amizade de  Leslie e Ron do que com o comportamento de Tammy, e Tammy acaba trancando Leslie no porta-malas de seu próprio carro), mas no final tudo dá certo: Diane fica ciente de que Tammy era psicótica e disse que se os policiais permitissem, ela ficaria feliz em surrá-la, e Ron presta queixa contra sua ex.
Mullally é esposa de Nick Offerman (Ron) na vida real. Michael Schur concebeu a ideia de "Ron e Tammy", e perguntou a Offerman se ele e Mullally se oporiam a ela interpretar um personagem horrível, que fosse o completo oposto de sua personalidade. Offerman foi extremamente receptivo à ideia. Offerman e Mullally improvisaram muitas de suas cenas de brigas, bem como a os beijos e encontros sexuais incomuns. Durante uma cena em "Ron and Tammy", onde os dois personagens vão a m motel para fazer sexo, Mullally tira seu sutiã, e o joga ao ar. Mullally improvisou esta cena e não disse a ninguém do elenco que planejava fazer isso. O desempenho de Mullally foi bem recebido pelos telespectadores, o que fez com que os produtores de Parks and Recreation se sentissem mais confortáveis chamando celebridades como atores convidados em episódios posteriores.

### Tamara Swanson (Tammy Zero)
Tamara "Tammy" Swanson (Paula Pell) é a mãe de Ron. Ela compartilha muitos traços de personalidade com seu filho, e parece ser mais do que ciente do efeito de sua ex-esposa nele do que ele próprio. Ela aparece pela primeira vez no episódio "Ron & Tammys". Ela mora na fazenda onde Ron cresceu, e tem um quarto inteiro dedicado à armas.

### Wendy Haverford
Wendy Haverford (Jama Williamson), começou a série como a esposa de Tom Haverford, embora mais tarde seja revelado que eles tinham um casamento de green card que amigavelmente termina em divórcio. Wendy chegou a Pawnee de Ottawa, Canadá e casou-se com Tom, para que pudesse permanecer no país. Apresentada ao público na primeira temporada, em "Rock Band", Wendy é uma atraente, simpática e bem sucedida cirurgiã pediátrica, e os outros personagens ficam surpresos com o fato de ela ser casada com Tom, que, muitas vezes, gaba-se de sua atratividade. Embora o Tom exteriormente afirme que ele está bem com o divórcio, ele secretamente nutria sentimentos românticos por Wendy e desejava que seu casamento pudesse continuar. Quando os funcionários do departamento de parques realizar um concurso, em "Practical Date" sobre quem pode descobrir o maior segredo sobre os outros, Ron descobre sobre o casamento de green card, mas ele mantém isso segredo a pedido de Tom.
O processo de divórcio começa em "Tom's Divorce", e Tom continua fingindo que está bemcom o combinado. No entanto, quando Ron pergunta a Tom se ele poderia sair com Wendy após o divórcio, Tom, secretamente com o coração partido, dá a Ron sua bênção. Em "Galentine's Day", Tom admitiu para Wendy seus verdadeiros sentimentos por ela, mas ela o rejeitou, o que leva Tom, enfurecido, a processá-la por pensão alimentícia, em uma tentativa de chantagea-la a sair com ele. Este esforço foi de curta duração, no entanto, e Tom, eventualmente, pediu desculpas e os dois se separaram em bons termos. Tom, horrorizado, descobriu na segunda temporada, em "Freddy Spaghetti", que Wendy e Ron estão, de fato, namorando. Embora o emparelhamento tenha causado tensão entre Ron e Tom, Ron se mostrou tão feliz em seu relacionamento com Wendy que lhe permitiu resistir às tentações de sua horrível ex-esposa Tammy. Em "Ron & Tammy: Part Two", Ron e Wendy se separam depois de ela decidir voltar para o Canadá para cuidar de seus pais doentes.

### Diane Lewis-Swanson

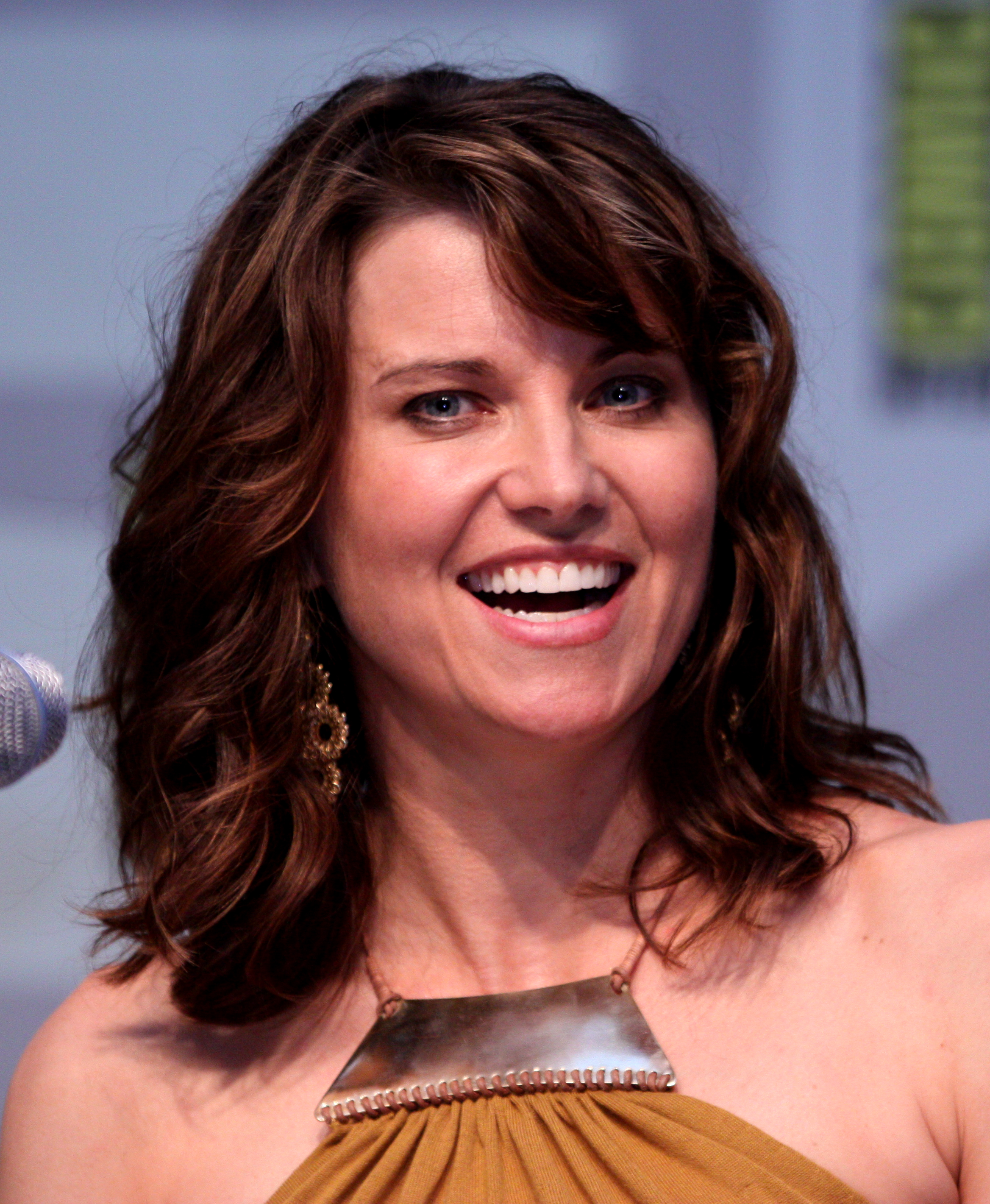
Lucy Lawless interpreta Diane Lewis.

Diane Elizabeth Lewis (Lucy Lawless) foi apresentada ao público no terceiro episódio da quinta temporada, em "How a Bill Becomes a Law". Ela é vice-diretora de uma escola de ensino médio e mãe solteira de duas meninas, Ivy (Sadie Salizar) e Zoey (Rylan Lee). Ron Swanson a encontra quando ela solicita que um buraco em frente à sua casa seja preenchido (já que o Departamento de Obras Públicas havia ignorando suas queixas, Ron decidiu simplesmente tomar o assunto em suas próprias mãos). Diane está longe do tipo habitual de Ron. Ela não se chama "Tammy" e tem duas meninas pequenas. Ron não é bom com crianças, ou, mais especificamente, com meninas (Ron já havia levado meninos adolescentes e pré-adolescentes em acampamentos para ensinar-lhes habilidades de sobrevivência, e também já treinou um time de basquete masculino). Depois de ele consertar o buraco, as meninas de Diane maquiam ele e Andy (Ron havia levado Andy com ele para ajudar a realizar o concerto), e fazem uma festa do chá com eles, o que Ron tolera surpreendentemente bem. Ron realmente gosta de Diane e no quinto episódio da quinta temporada ("Halloween Surprise") começa um relacionamento de namoro com ela, decidindo que lidar com uma mãe solteira, e suas meninas pode ajudá-lo a expandir a sua experiência de vida. Diane, em retorno, no episódio "Ron and Diane", mostra um impressionante nível de paciência e compreensão, quando  Tammy II, psicótica, tenta arruinar seu relacionamento com Ron. Em uma conversa privada com Leslie, Diane admite que ela se sente mais ameaçada por Leslie que por Tammy II, já que ela sente que Leslie conhece Ron em uma forma que ela nunca poderia conhecer. Quando ela confessa esse medo para Ron, ele assegura-lhe que, enquanto Leslie é uma fiel amiga e colega, nunca poderia ter quaisquer sentimentos românticos em relação a ela. Então, para provar o seu compromisso com a Diane, ele revela a ela a sua identidade de Duke Silver (identidade de um clube de noite saxofonista, algo ainda Leslie não sabia), e ele toca uma música para Diane uma música, chamando-a de sua "duquesa". No mesmo episódio, Leslie decide que Diane é uma boa guardiã do bem-estar de Ron e um escudo contra as palhaçadas perturbadoras de Tammy II. Mais tarde, durante o episódio "Women in Garbage", Ron é babá de suas filhas no escritório com Ann, e, acidentalmente, permite que elas se tranquem em seu escritório com a bolsa de produtos médicos Ann lá dentro. As meninas cortam o cabelo uma da outra antes que Ron e Ann pudesse detê-las, o que destrói os seus penteados. Ron e Ann ficam horrorizados com isso, e quando Ron considera a potencial reação de Diane, ele deixa escapar a Ann que ama Diane (uma afirmação que ele imediatamente tenta tomar de volta). Diane, no entanto, é compreensiva em relação ao acidente, dizendo que se tratava apenas de crianças sendo crianças. Ela lhe diz que fica tocada pelo quanto ele se importava, e que ela o ama. Ron timidamente admite que ele a ama também. Fica implícito no final da quinta temporada que Diane pode estar grávida. No começo do primeiro episódio da sexta temporada, Diane confirma sua gravidez e Ron a pede em casamento, e ela aceita, com a condição de que o casamento seja tão simples quanto possível. Com isso em mente, os dois seguem até o quarto andar, com Leslie e April a tiracolo. Leslie é convidada para ser a dama de honra e April é nomeada como  o pajem de Ron. Os dois são casados em um casamento extremamente rápido filmado no celular de April e com uma caneta marca texto em lugar de um buquê. Mais tarde, no episódio onde Leslie, Ron, April e Andy estão em Londres, é revelado que Diane sugerido viajar com eles para fazer a viagem de lua de mel dela e de Ron; no entanto, seu mal estar pela manhã significava que ela não poderia ir e Ron deveria para tirar muitas fotos para ela. O bebê de Ron e Diane, John Swanson, nasce mais tarde na mesma temporada.
Apesar de Diane não aparecer na sétima temporada, ela é freqüentemente mencionada como ainda sendo casada com Ron.

### Gayle Gergich
Gayle Gergich (Christie Brinkley) é a esposa inexplicavelmente linda de Jerry, bem como a mãe de Millicent, Miriam, e Gladys. Gayle tem uma sólida e excessiva relação de afeto com Jerry, intrigante para os seus colegas de trabalho. Ela é apenas referenciado até fazer uma aparição em "Ron and Diane". Ela também aparece novamente em "Jerry's Retirement".

### Millicent Gergich
Millicent "Millie" Gergich (Sarah Wright) é a linda filha de Gayle e Jerry. Ela aparece pela primeira vez na 4 ª temporada, como interesse romântido de Chris. Em "Bowling for Votes", Chris menciona seus planos de morar com Millicent, mas ela termina com ele fora de cena no mesmo episódio. Em "Ron and Diane", é revelado que Millicent está noiva de um instrutor de rafting chamado Carl. Ela faz outra aparição em "Jerry's Retirement".

### Gladys Gergich
Gladys Gergich (Katie Gill) é uma das outras filhas de Gayle e Jerry. Ela aparece pela primeira vez em "Ron and Diane", cantando canções de Natal com sua mãe, pai e irmã, Miriam. Ela também aparece novamente em "Jerry's Retirement"

### Miriam Gergich
Miriam Gergich (Maliabeth Johnson) é uma das outras filhas de Gayle e Jerry. Ela aparece pela primeira vez em "Ron and Diane", cantando canções de Natal com seu pai, mãe e Gladys. Ela também aparece novamente em "Jerry's Retirement"

### Typhoon Montalban
Norman "Typhoon" Montalban (Rodney To) é um cabeleireiro em Pawnee que se casa com Craig Middlebrooks (Billy Eichner) no flash forwards de final da temporada. Typhoon foi introduzido no quinto episódio da sexta temporada, como o cabeleireiro de Donna, depois ela recomenda-lo para Ron, após o falecimento de seu barbeiro de confiança. Ron é fica relutante em assumir um novo cabeleireiro, mas cria laços com Typhoon sobre o seu ódio compartilhado da Europa e de bicicletas. Ele aparece de novo no sétimo episódio da sétima temporada como o cabeleireiro de Donna para seu casamento, e novamente no final do episódio, quando ele se casa com Craig. Ron é mostrado como padrinho do seu casamento.

## Oficiais eleitos e empregados da prefeitura

### Bill Dexhart

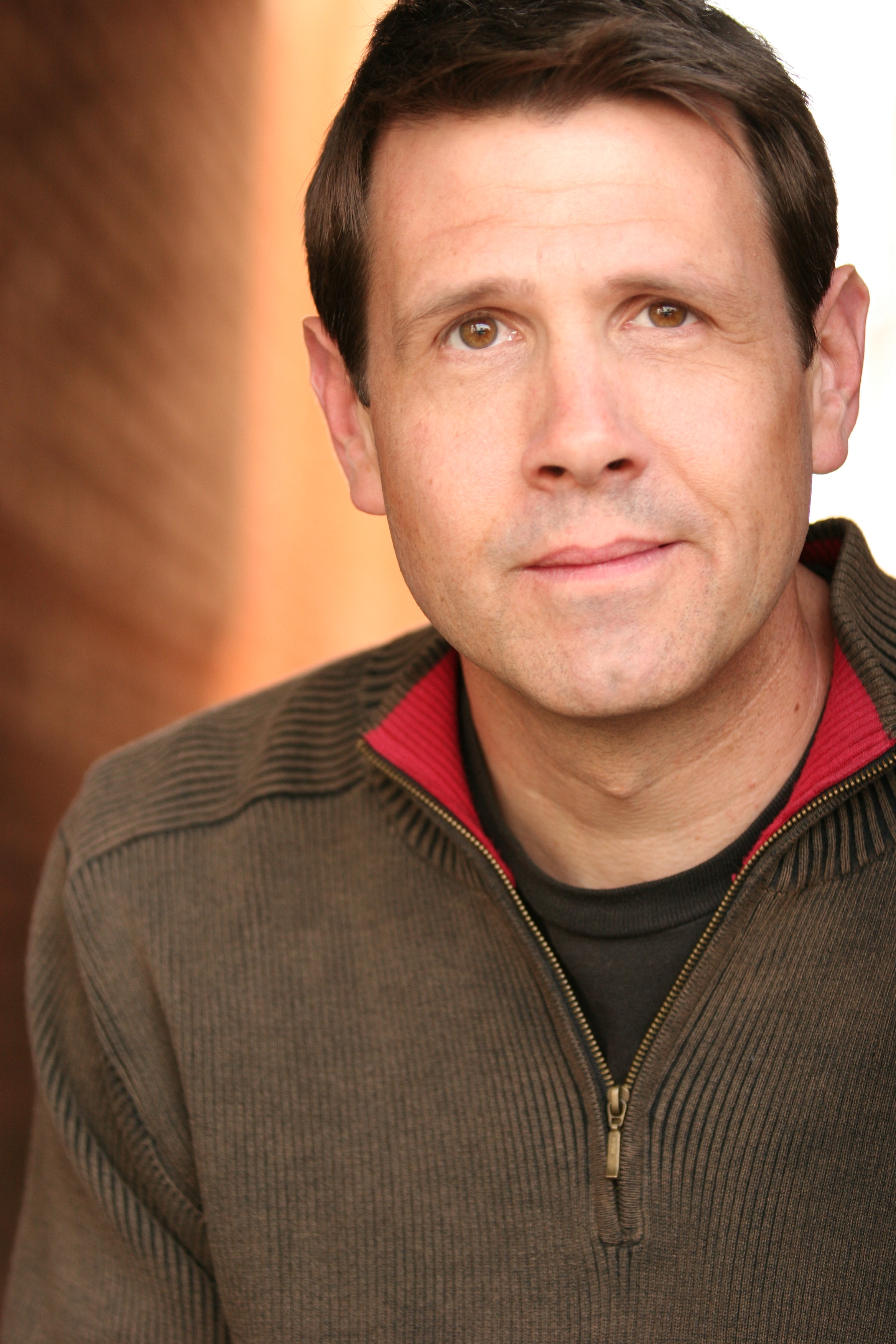
Kevin Symons retrata Pawnee Vereador Bill Dexhart.

Bill Dexhart (Kevin Symons) é um vereador de Pawnee que participa regularmente em ultrajantes escândalos sexuais com múltiplos parceiros. Seu personagem foi inspirado pelo governador da Carolina do Sul, Mark Sanford e seu escândalo de 2009, em que ele admitiu ter mantido por um longo tempo um relacionamento extraconjugal com uma mulher Argentina. Dexhart apareceu pela primeira vez em "Practice Date", quando ele publicamente admitiu ter participado de um quarteto em u,ma caverna no Brasil, sob o pretexto da construção de casas para os necessitados. Dexhart foi destaque em "Christmas Scandal", que começou com Leslie retratando-o em uma esquete satírica de feriado em que ele discutiu um caso com várias mulheres, que resultou em um amor de criança. Sem o conhecimento de Leslie, Dexhart acabou por ser envolvido em um arranjo sexual muito semelhante aos que um: quarteto em um quarto de hospital, onde ele tinha acabado de supervisionar o nascimento de seu amado filho. Quando ele a confronta sobre isso, membros da mídia tiraram fotos de Leslie e Dexhart juntos e passaram a especular que os dois estavam tendo um caso. Dexhart recusou-se a negar as acusações, e até mesmo chegou a confirma-los, porque o caso de ficção era menos escandaloso do que o seus escândalos reais. Como prova de que o caso eral real, ele afirmou que Leslie tinha uma pinta no seu glúteo direito, mas ela publicamente provou que ele estava errado ao deixar cair suas calças na televisão ao vivo e revelando que não havia nenhuma pinta. Na quinta temporada, ele foi um tipo de eleitor swing para Leslie para o Conselho da Cidade, porque ele era menos provável para suportar totalmente a ela do que Howser, mas também menos provável que impensadamente opor-se a ela do que Milton ou Jamm. Isso mudou durante o recall da campanha contra Leslie na sexta temporada, como Dexhart alegremente se juntando a Jamm no bloqueio de todas as iniciativas realizadas ela e deixando claro que ambos esperavam que ela fosse expulsa do escritório. No episódio "Second Chunce", Dexhart publicamente confessa "mensagens de texto, sexting e Tex-Mexting" com cerca de uma centena de mulheres em uma série de implausível pseudônimos, parodiando os escândalos de Anthony Weiner sexting. Na verdade, "Anthony Weiner," é a última na lista de pseudônimos Dexhart lê em uma conferência de imprensa. Leslie considera brevemente concorrer por seu cargo depois de ele ser cassado, mas é dissuadida por Jennifer Barkley.
O distrito que Dexhart é responsável é um run-down, e parte violenta parte da cidade que ele havia prometido melhorar, mas sua única ação foi mudar o nome do distrito para Beach View Terrace.

### Carl Lorthner
Carl Lorthner (Andy Samberg) é um guarda de parque e chefe de segurança de áreas externas de Pawnee. Ele constantemente fala muito alto, e fala gritando quando pedem que ele fale mais baixo, e trabalha como guarda por não conseguir se manter em um emprego que envolva trabalhar em lugares fechados devido a sua inabilidade para controlar seu tom de voz. Carl aparece pela primeira vez em "Park Safety", quando Jerry diz ter sido assaltado no parque Ramsett,que fica no território de guarda de Carl. Leslie lança mão de ações para tornar os parques mais seguros e pede a Carl para levá-los a um tour pela área; ele mostra a área para Leslie, Tom e Jerry em um carrinho que foi atacado e urinado por guaxinins. Carl eventualmente descobre que Jerry não foi assaltado, mas que acidentalmente caiu em um riacho sozinho. Irritado pelo fato de Leslie culpá-lo pela falta de medidas de segurança que levaram ao alegado assalto, ele ameaça revelar a verdade no programa de notícias matinais de Joan Callamezzo, o Pawnee Today. Leslie o convence de não fazer isso no último momento, e eles em lugar irritam Callamezzo ao discutir o filme Avatar de 2009 e sobre o fato de se o filme fez jús à sua fama.

### George Williams
George Williams (Biff Yeager) trabalha no Departamento de Obras Públicas, ele é visto pela primeira vez no episódio da terceira temporada Jerry's Painting, apesar de ser conhecido como "Lenny". Em Li'l Sebastian, ele trabalha como trabalhador de manutenção no funeral de Li'l Sebastian funeral, e testemunha Ben e Leslie se beijando. Para mantê-lo de revelar o seu segredo, Ben e Leslie lhe dão um vale-presente de $50 de um spa. Ele reaparece no Julgamento de Leslie Knope, onde é revelado que ele é um NASCAR entusiasta. Ele depõe contra Leslie e provas contra ela.

### Douglass Howser
O vereador Howser (Yvans Jourdain) é um vereador de Pawnee que repetidamente encontra Leslie em situações embaraçosas ou situações desconfortáveis na prefeitura, durante o tempo que Leslie não obstante tenta discutir política com ele. Por exemplo, em "94 Meetings", Leslie encontrou o Vereador Howser no banheiro masculino, que ela entrou, enquanto seguia Ron Swanson tentando discutir algo com ele. Depois, Leslie desajeitadamente deixa escapar a Howser, "Vereador Howser. Eu vi o seu pênis". Tendo isto sendo dito, ele é retratado como, de longe, o membro mais racional, do Conselho da Cidade e tem o apoio constante de suas propostas e planos desde que foi eleito. Em "Filibuster", ele pode ser visto como visivelmente satisfeito que Leslie obteve êxito em bloquear a tentativa de Jamm de retirar o direito a voto dos ex-Eagletonianos.

### Hugh Trumple
Hugh Trumple (Eric Pierpoint) é o chefe do departamento de polícia de Pawnee. Ele tem uma responsabilidade muito grande e personalidade rude. Fala em tom de voz seco, de forma monotônica. Trumple tem grande respeito por Leslie Knope por sua paixão por ajudar todos a seu redor. Chefe Trumple apareceu pela primeira vez em "Ron & Tammy: Part Two", quando Ron Swanson é preso por uma noite de deboche com sua ex-esposa Tammy. O chefe concordou com o pedido de Leslie de libertá-lo com a custódia dela. Ben temia que Leslie havia obtido este favor em troca de o chefe não precisar fornecer segurança no próximo festival da colheita, mas o Chefe Trumple concordou em fazê-lo de qualquer maneira por conta de seu respeito por Leslie, dizendo a Ben que ele sempre iria fazer favores para Leslie, porque ela é o tipo de pessoa que usa esses favores para ajudar pessoas. O chefe reapareceu no episódio "Eagleton", onde ele prende Leslie, quando ela se recusa a pedir desculpas depois de entrar em uma briga com Lindsay Carlisle Shay, sua rival da cidade vizinha de Eagleton. Trumple aposentou-se como chefe de polícia na quarta temporada.

### Jeremy Jamm
Ortodontista durante o dia, Jamm (Jon Glaser) é membro do Conselho da Cidade de Pawnee, e se tornou grande inimigo de Leslie. Ele também parece ter rancor contra todo o Departamento de Parques, indignado com o fato de que Leslie arruinou seu plano Paunch Burguer. Tom empurrou-o em uma piscina, Ann se recusou a dormir com ele, e Ron lhe deu um soco na boca. Depois de brigar com Leslie sobre o uso de seu banheiro particular para seu escritório, ele torna-se um contínuo espinho no pé de Leslie para qualquer proposta que ela faz. Seu slogan, "you just got Jammed", é usado sempre que ele vence Leslie ou qualquer outro adversário. Ele falhou em transformar o lote 48 em um restaurante Paunch Burguer quando Leslie ganhou no comitê de planejamento da cidade a aprovação de seu projeto de parque, o Pawnee Commons, levando-o a ficar bêbado e, a temporariamente arruinar o casamento improvisado de Ben e Leslie . Depois disso, ele levou um soco de Ron Swanson; ambos foram jogados na cadeia, mas Ron foi rapidamente liberado enquanto Jamm foi deixado em sua cela até que ficasse sóbrio, e o casamento aconteceu na câmara Municipal. Em seguida, ele processou Ron e parecia que ele iria ganhar, mas Tom, Andy e April ameaçaram levar adiante uma falsa ação judicial que Jamm sabia que ele iria perder, então ambos os lados desistiram. Quando Leslie está sob pressão política para pedir demissão, Jamm complica a função de Leslie no conselho, ao se unir com o vereador Dexhart e votar contra qualquer proposta de Leslie, para irritá-la. Quando Donna Meagle acidentalmente envia um tweet com conotação sexual no perfil do departamento no Twitter, Jamm usa isso como uma oportunidade para realizar audiências públicas que colocam a ética de Leslie em questão. Depois de conseguir uma série de audiências para aumentar o calvário de Leslie, ela publicamente vai até Jamm e diz que ele que vai voltar a trabalhar como vereadora e não irá mais participar das audiências. No episódio final da sexta temporada, Jamm é mostrado na unidade Pawnee/Eagleton levando adiante um acordo de secessão.
Jamm reaparece na sétima temporada no episódio "Ron and Jammy", onde é revelado que ele namora Tammy, a segunda ex-esposa de Ron. Leslie e Ron estão brigando sobre os direitos à terra em Newport , e Jamm dá o voto de desempate sobre a questão. Leslie inicialmente vê a relação como uma vantagem, pois Tammy iria influenciar Jamm a votar contra Ron; no entanto, torna-se aparente que estar com Tammy é prejudicial para a a saúde física, mental e para o bem-estar de Jamm. Leslie e Ron decidem colocar de lado suas diferenças e com êxito treinam Jamm para terminar com ela. Jamm, em seguida, abstem-se de seus direitos de voto sobre a questão das terras, deixando de lado a questão que acaba em um impasse.

### Fielding Milton
Milton (James Greene) é o vereador com mais tempo de mandato em Pawnee, tendo sido eleito em 1948 como um Dixiecrat em grande parte devido ao seu compromisso de desintegrar a Major League Baseball, bem como um plano para reabrir um ex-acampamento de internamento nipo-americano da segunda guerra mundial em Pawnee e fazê-lo funcionar a todo vapor. Ele é geralmente senil, exceto em matérias de racismo e sexismo, onde a sua memória parece estar intacta (ele foi capaz de calcular quando seria o próximo período menstrual de Leslie Knope  durante "Women in Garbage"), e ele esteve em geral—embora não sempre—no lado oposto às iniciativas de Leslie.

### Joe Fantringham

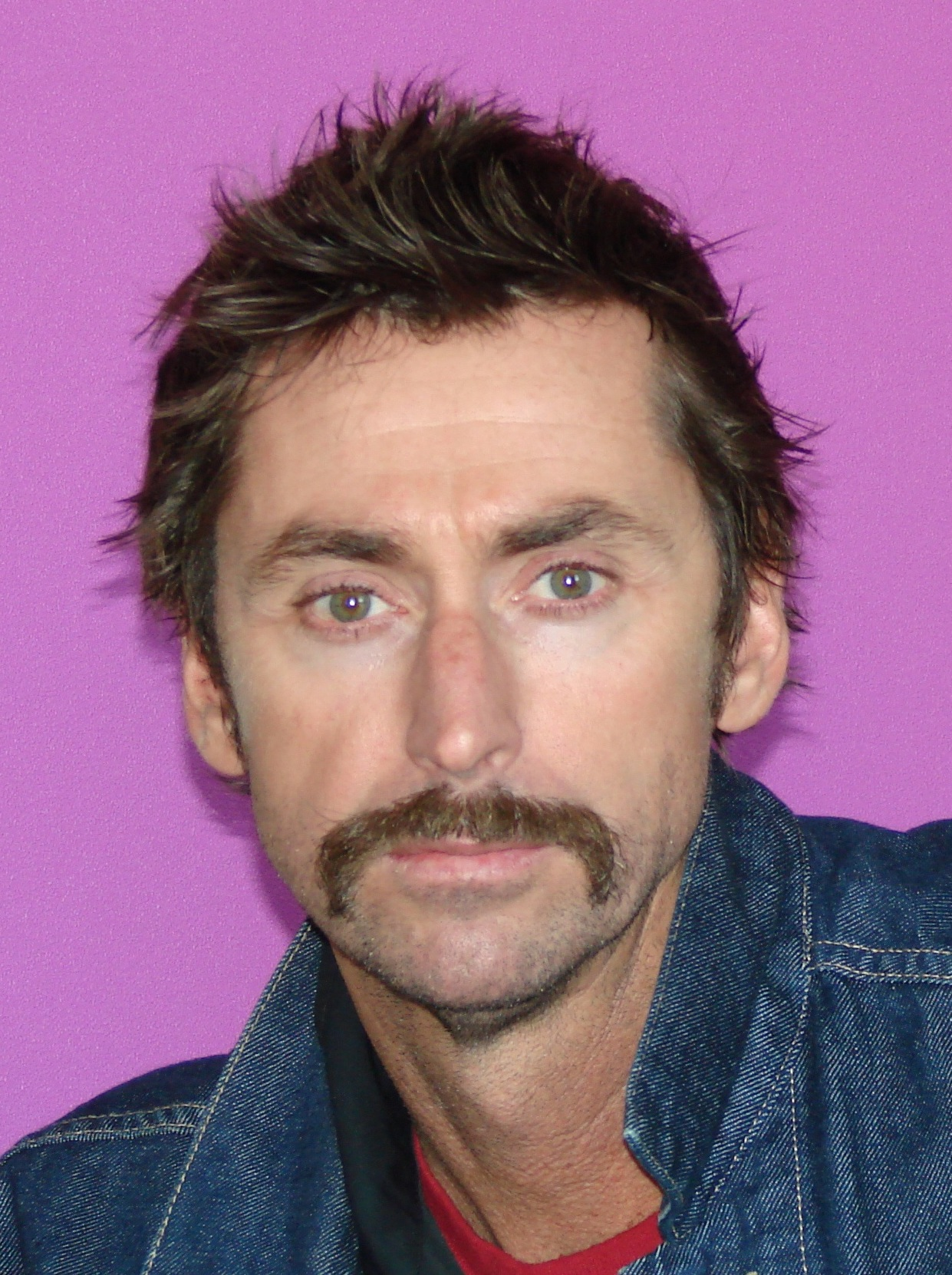
Comediante Stand-up Kirk Fox retrata Joe Fantrigham, que trabalha em Pawnee departamento de esgotos.

Joe Fantringham (Kirk Fox), também às vezes chamado de "Esgoto Joe", funciona para o Pawnee de esgoto do departamento, que ele chama de a "Secretária do Partido", Apesar da natureza de seu departamento, Joe regularmente contrata supermodelos como estagiárias. Os departamentos de parques e de esgoto departamentos têm em curso uma grande rivalidade e Joe regularmente zomba do departamento de parques, o que faz com que Leslie fique confusa, já que ela não entende por que ele considera o departamento de esgotos melhor que o de parques e recreação. Joe apareceu pela primeira vez em "The Camel", quando os vários departamentos de Pawnee departamentos concorreram para na criação de um mural para a prefeitura. Joe foi arrogante e se gabou para Leslie sobre as chances de sucesso de seu departamento, e seu departamento, em última análise, criou um bom mural, mas o concurso terminou sem um vencedor. Em "Telethon", Joe deu em cima de April. Quando ela o rejeitou, ele insistiu que não se importava, porque o departamento de esgoto seria cheio até a cintura de "hot snizz", uma referência sobre as estagiárias do departamento de esgotos. Joe também apareceu em "Soulmates", onde ele deu em cima de Leslie, fazendo-a se perguntar por que só idiotas recentemente pareciam se sentir atraídos para ela. Quando Leslie perguntou a Joe sobre seus padrões para mulheres, ele respondeu apenas que elas não podem ser idosas. Ben Wyatt o demitiu depois de Joe enviar uma foto de seu pênis tirada em um telefone celular para todos os membros do governo de Pawnee. Além disso, Ann percebeu olhando a foto que Joe tinha caxumba. Em Bus Tour, Joe mais tarde tentou duas vezes acertar Ben no rosto com uma torta de vingança, falhando a primeira vez (em um dos comícios de campanha de Leslie Knope, onde ele bateu Jerry) antes conseguir (na mansão de Bobby Newport), devido à segurança inapta do álter ego de de Andy, e agente do FBI, 'Bert Macklin' e, em seguida, ser preso. Mais tarde, ele aparece brevemente na quinta temporada, no banco de esperma, quando ele diz a Ann e Leslie (Que estavam lá porque Ann estava tentando ter um bebê) que ele e seus amigos eram doadores regulares.

### Ken Hotate
Ken Hotate (Jonathan Joss) é o líder da tribo Wamapoke de Nativos Americanos de Pawnee. Ele também administra um cassino na cidade. Ele apareceu em "Harvest Festival", onde ele pediu a Leslie para realocar o festival, porque ele estava acontecendo nos cemitérios sagrados da Batalha de Indian Hill, onde seus pais foram assassinados em um período de sete dias de batalha. Quando Leslie insistiu que não havia nenhum lugar para o qual ela pudesse mudar o festival sem ser ofensiva devido à história extremamente sangrenta de Pawnee, Ken ameaçou colocar uma maldição sobre o festival. Ele sabia que a maldição era falsa, mas acreditava que iria assustar as pessoas o suficiente para estragar a festa, insistindo, "Há duas coisas que eu sei sobre as pessoas brancas: eles amam Matchbox Twenty, e morrem de medo de maldições." Os esforços de Ken se provaram bem-sucedidas, já que a mídia local ficou sabendo sobre a maldição e reportou-a de forma tão extensa que o festival foi praticamente arruinado. Leslie e Ken chegou a um acordo depois de Leslie concordar em realizar uma exposição de história sobre os Wamapoke na entrada do festival, e Ken retirou a falsa durante uma cerimônia falsa, onde ele proferiu cantos absurdos incluindo "Doobee doobee do". Apesar de Ken gostar de dar a Leslie alguns tsuris neste momento, mais tarde, é mostrado que ele respeita ela; quando Leslie desesperadamente planta artefatos Wamapoke no Lote 42 após Vereador Jamm e a funcionária da Associação de Restaurantes de Pawnee fizeram um acordo para deixar o local intocado até uma reunião da prefeitura, Ken primeiro aceita o pedido de desculpas de Leslie e, em seguida, faz uma ameaça abrupta de represálias, a menos que o acordo fosse restabelecido, ao que Jamm covardemente concorda. Jonathan Joss anteriormente dublou John Redcorn na série animada de televisão King of the Hill, que foi co-criado pelo co-criador de Parks and Recreation , Greg Daniels.

### Kyle
Kyle (Andy Forrest) é um funcionário do governo e cliente regular de Andy como engraxate . Ele é rotineiramente zombado e ridicularizado, não só por Andy, mas por outros na prefeitura, até mesmo por Jerry Gergich, que geralmente é desprezado por seus colegas de trabalho. Por exemplo, no episódio "Camping", Kyle disse à Andy que sua identidade havia sido roubada, e sua conta bancária bloqueada, e Andy reagiu rindo histericamente. Andy e April também roubaram dinheiro da carteira de Kyle e o ejetaram da poltrona de engraxate (depois de Andy colocar Pepto-Bismol nos sapatos de Kyle). Kyle também apareceu em "Soulmates", onde ele foi um dos juízes em uma disputa entre Chris e Ron para determinar se a carne vermelha ou magra é melhor. Kyle elogiou o sabor umami em um dos hamburgueres, levando o outro juiz (Jerry) a condená-lo por agir de maneira pretensiosa. Ron Swanson também colocou Kyle contra Chris quando Chris estava tentando ser amigo de Ron, com Ron sabendo muito pouco sobre Kyle além de seu primeiro nome, e Chris sendo educadamente distante dele.

### Mayor Gunderson
Mayor Gunderson (Bill Murray) é o prefeito de Pawnee durante a maior parte da série. Na última temporada, que se passa em 2017, Perd Hapley anuncia a morte do Prefeito Gunderson, e um memorial de caixão aberto que teria lugar nas câmaras do conselho da cidade. Em um vídeo que Gunderson designou para ser mostrado em seu funeral, ele fala sobre a pouca atenção que estava tendo, e que ele tomaria crédito de qualquer coisa se fosse necessário. Ele então aponta que, se houve alguma culpa, foi culpa dos cidadãos. Sua última declaração é "Adeus para sempre". Essa aparição póstuma de Bill Murray como Gunderson é a única vez em que ele é visto em "Parks and Recreation", embora tenha sido mencionado em vários episódios da série. Ele foi mencionado pela primeira vez em "Christmas Scandal", quando o departamento de parques e recreação realizou uma peça satírica de férias cheia de piadas internas sobre Pawnee, e April declarou: "É mais louco que o cão do prefeito Gunderson, Rufus". Ele também é mencionado no episódio "Leslie's House", quando Mark pergunta a todos se eles souberam do incidente envolvendo seu cão, o que levou Ron a dizer: "Oh meu Deus, foi um banho de sangue". Mark acrescenta que, como resultado do incidente, alguém do serviços de animais seria demitido. O prefeito e seu cachorro desempenharam um papel importante no episódio " The Possum", quando o assistente do prefeito Gunderson ordena ao departamento de parques que capturasse uma gambá que mordeu Rufus no campo de golfe de Pawnee.
Andy, que ajuda Leslie a capturar o gambá, diz a certo ponto, "Nós estamos agindo sob ordens diretas do cachorro do prefeito Gundeson". Para a cena do funeral no último episódio da terceira temporada, em "Li'l Sebastian", Michael Schur disse que os escritores consideraram matar o Prefeito Gunderson, mas em lugar disso decidiram sobre o mini-cavalo Li'l Sebastian por decidirem que a morte de um animal era mais apropriada e menos mórbida. Ter Bill Murray interpretando o prefeito foi um objetivo de longa data do elenco e da equipe da série. Amy Poehler declarou que adoraria que Murray interpretasse o prefeito Gunderson e, durante uma aparição em "Late Late with Jimmy Fallon", anunciou que pagaria US $250 se ele fizesse o papel.
Após a morte de Gunderson, Garry Gergich foi indicado como prefeito interino da cidade.

### Paul Iaresco
Paul Iaresco (Phil Reeves) é o gerente da cidade de Pawnee, o que o torna supervisor de todos os departamentos e funcionários da prefeitura. Ele foi introduzido pela primeira vez em "Canvassing", quando ele pediu a Ron para acelerar os planos de Leslie de transformar um fosso de construção em um parque. Isso inadvertidamente levou a um fórum público desastroso, onde a maioria dos participantes se opôs ao projeto. Paul apareceu em vários outros episódios de "Parks and Recreation", incluindo "The Master Plan", onde anunciou a chegada dos auditores de estado Ben Wyatt e Chris Traeger devido aos problemas orçamentários de Pawnee. Em "Camping", Paul realizou uma conferência de imprensa para elogiar Leslie por seu relançamento bem-sucedido do festival da colheita da cidade. Durante a conferência, ele sofreu um ataque cardíaco fulminante e acidentalmente agarrou o peito de Leslie quando caiu no chão; A história de um jornal sobre o incidente dizia: "Knope Grope é a última esperança!" Paul tirou uma licença depois de uma cirurgia de bypass, e Chris Traeger assumiu como gerente interino da cidade.

### Scott Braddock
Scott Braddock (H. Jon Benjamin) é um advogado da cidade de Pawnee que fica extremamente nervoso com qualquer coisa que possa levar a uma ação judicial. Ele apareceu em " Kaboom", onde Leslie acidentalmente machucou Andy arrumando um bulldozer para preencher um fosso gigante, por não saber que Andy estava dentro dele. Ele foi hospitalizado, e Scott encorajou Leslie a não se desculpar ou admitir culpa no incidente, pois isso colocaria Pawnee sob risco de sofrer um processo. Scott constantemente advertiu Leslie quando ela tentou se desculpar, em certo ponto gritando: "Sem mímicas!" quando ela fez um movimento indicando o quão mal ela se sentia. Andy entrou com um processo com a esperança de ganhar dinheiro suficiente para impressionar sua ex-namorada Ann, mas acabou com um acordo que resultou no preenchimento do fosso.

### William and Elizabeth
William (Johnny Sneed) e Elizabeth (Antonia Raftu) se aproximaram de Leslie pela primeira vez no final da terceira temporada, em Li'l Sebastian, para falar sobre Leslie potencialmente concorrer para o conselho da cidade. Depois de ela concordar, na quarta temporada, eles começam a trabalhar em sua campanha, como seus conselheiros. Em Citizope Knope, Leslie dá um enfeite de Natal escrito "Knope 2012", para William como presente, e tenta dar a Elizabeth um  menorah escrito Knope 2012 porque ela acha, mas não tem certeza se Elizabeth é judia (ela não é). Quando Leslie e Ben se entregam, e Ben renuncia após o julgamento de Leslie, William e Elizabeth informam que ela está em 1%, e não vão mais aconselhá-la em sua campanha. Leslie os acusa de hipocrisia por acreditar que eles estão romanticamente envolvidos, no entanto, Elizabeth responde sem rodeios "Eu sou gay". William e Elizabeth fazem sua aparição final em  The Comeback Kid, quando dizem a Leslie que estão procurando por outros possíveis candidatos.

### Ethel Beavers
Ethel Beavers (Helen Slayton-Hughes) é um funcionário idoso da cidade, que continua trabalhando como estenógrafo municipal.

### Harris and Brett
Harris (show writer Harris Wittels) e Brett (Colton Dunn) são os dois funcionários inúteis do departamento de controle de animais. Eles são vistos pela primeira vez no episódio da segunda temporada The Possum; Brett aparece em seis episódios e Harris em oito. Em "[Andy and April's Fancy Party]]", Harris e Brett participam da festa de casamento; apesar disso, Harris depois pergunta se April é solteira. Em "Operação Ann" na quarta temporada, Harris é um dos homens que Leslie e Tom colocaram com Ann durante o baile de Valentine's Day. Tom diz a ela que Harris ainda mora com seus pais e que esteve em pelo menos 200 concertos [Phish]]; Harris informa que ele foi em 308.
Na quinta temporada no episódio "Animal Control", Chris Traeger atira em Brett e Harris depois que eles pisam em uma armadilha de coiote no escritório de controle de animais. Ambos subseqüentemente reaplicam para o cargo e são os únicos dois candidatos; nessa época eles também moram juntos. Em sua aplicação, Brett lista seu amor por hambúrgueres como qualificação para o trabalho. Quando April pergunta por que há tantos policiais do lado de fora da prefeitura, os presumivelmente chapados Harris e Brett fogem rapidamente.
Na sétima temporada no episódio "Pie", descobrem que Brett e Harris vivem secretamente no porão da prefeitura. Ron, April e Andy perguntam a eles a localização do suporte de engraxate enquanto procuravam por uma chave escondida na casa de Ron.

## Membros da Mídia

### Crazy Ira e The Douche
Crazy Ira (Matt Besser) e Howard "The Douche" Tuttleman (Nick Kroll) são dois atletas de choque de um programa de rádio matinal de Pawnee no estilo zoo-style. Eles servem principalmente como uma paródia desses tipos de programas de rádio, especialmente em uma cidade pequena como Pawnee. O programa dá destaque a piadas de fletulência e piadas de insulto do tipo "sua mãe", bem como efeitos sonoros constantes por seu sound man "China Joe", que odeia seu trabalho. Crazy Ira e The Douche são amplamente admirados em Pawnee, especialmente por Tom Haverford, e são considerados muito melhores do que seu programa de rádio rival, "Tubby Tony e The Papaya" (que nunca apareceram na série). Eles apareceram pela primeira vez em "Media Blitz" quando, durante uma entrevista com Leslie e Tom sobre o próximo festival da colheita, eles revelaram que seu verdadeiro motivo era atacar Ben por sua fracassada posse como prefeito da cidade durante sua adolescência. A entrevista mostrou-se desastrosa para Ben, que era tão desajeitado socialmente que mal conseguia falar, e isso levou outros meios de comunicação de Pawnee a transmitir a história e quase arruinar o festival da colheita. The Douche reapareceu em "The Fight", quando ele foi a um encontro com Ann no bar Snakehole Lounge. Isso aconteceu em um momento em que Ann ia regularmente uma série de encontros com homens aleatórios e pouco qualificados, e o encontro com Douche levou a uma grande discussão entre Ann e Leslie, porque Ann deveria estar se preparando para uma entrevista de emprego que Leslie havia arranjado para ela. Mais tarde, em seu programa de rádio, The Douche descartou Ann e Leslie como possíveis lésbicas.
Antes de sua aparição como Crazy Ira, Matt Besser era um comediante com a  [Upright Citizens Brigade] , um show de comédia e trupe que também apresentava Amy Poehler, estrela de 'Parks and Recreation'.
Durante as últimas temporadas de Parks and Recreation, Nick Kroll estava namorando Amy Poehler (Leslie Knope) na vida real e ela também estrelou em seu show, "Kroll Show".

### Derry Murbles and August Clementine
Derry Murbles (Dan Castellaneta) e August Clementine (John Hodgman) são os apresentadores de um talk show da rádio pública chamado "Thought for your Thoughts." O programa é conhecido por seu conteúdo particularmente entediante e seleção de músicas horríveis. August Clementine se juntou ao show depois da fusão Pawnee-Eagleton.

### Joan Callamezzo
Joan Callamezzo (Mo Collins) é a apresentadora do Pawnee Today, uma revista local de notícias/talk show local que combina elementos de programas da NBC's Today e programas de notícias como Nancy Grace. Ela muitas vezes serve uma paródia da mídia em sua tendência de transformar assuntos pequenos em grandes histórias e seu desejo de encontrar os aspectos mais negativos possíveis de qualquer história.O escritor do  Joan se refere a si mesma como uma "jornalista lendária" e é mais intimidante do que outros membros da mídia Pawnee, já que Leslie declara que ela "administra essa cidade". No entanto, Leslie também tem uma tendência de assumir o show de Joan quando ela aparece nele e fala sobre qualquer coisa que ela quiser. Em "Christmas Scandal", Leslie aparece no "Pawnee Today" para refutar acusações de que estava tendo um caso com o vereador Bill Dexhart. Quando o próprio Dexhart apareceu no programa e ofereceu provas do caso afirmando que Leslie tinha uma pnta em sua nádega, Leslie baixou as calças no programa para provar que ele estava errado. Ao perceber que Leslie não tinha uma pinta, Joan chamou as mentiras de Dexhart sobre Leslie "No mole-gate", nomeando-o com base no Watergate scandal. Em "Media Blitz", Leslie e Ben apareceram no "Pawnee Today" para combater rumores de que ele iria à falência devido ao seu passado como um prefeito adolescente falido. Ben foi bombardeado com pessoas irritadas chamando-o de "desastre humano" nas legendas do programa. Joan reapareceu em "Harvest Festival", onde ela estava determinada a encontrar um problema com o festival que Leslie organizou. Inicialmente decepcionada por não encontrar problemas, ela finalmente descobriu sobre uma suposta maldição indígena colocada no festival da colheita por uma tribo local de Pawnee, que ela transformou em uma grande história escandalosa. Em episódios posteriores, Joan passa por um divórcio horrível e se torna alcoólatra; quando Ron Swanson aparece em seu programa, ela acaba de voltar de um "cruzeiro para solteiros" e simplesmente desmaia durante a gravação, levando Ron a assumir o papel de apresentador e fazer um trabalho tão bom que os gráficos na câmera mostram o episódio como " Você está com Ron ".
Originalmente, esperava-se que Collins aparecesse apenas em um episódio de "Parks and Recreation", mas retornou para os episódios subsequentes porque a equipe de roteiristas gostava de seu desempenho.

### Perd Hapley
Perderick L. "Perd" Hapley (Jay Jackson) é um jornalista de televisão de Pawnee e apresentador dos programas de notícias Ya Heard? With Perd! and The Final Word With Perd. Ele também apresenta um segmento de notícias chamado "Are You There Perd-verts? It's Me Perd, Hosting a New Segment". Ele freqüentemente fala em tautologias estranhas como "One more shocking revelation in a story that won't stop unfolding", "The statement this reporter has is a question", e "Also joining us today is a different person". Como outros repórteres em "Parks and Recreation", Perd muitas vezes serve como uma paródia da mentalidade da mídia e de sua tendência de gerar escândalos. Perd informou sobre o escândalo sexual envolvendo o vereador Bill Dexhart em "Practice Date", os rumores do caso sexual de Leslie com Dexhart em "Christmas Scandal", e a suposta maldição indígena no festival da colheita em "Harvest Festival". Ele também aparece em "Telethon" como convidado de Leslie no telethon 24 horas, onde ele realizou a dança the worm para "Axel F". Em "Media Blitz", Ben Wyatt apareceu no programa de Perd Hapley em meio a uma controvérsia na mídia sobre o fracasso de Ben como prefeito infantil. Embora Perd só fizesse perguntas simples, Ben, nervoso, teve um colapso completo, que terminou com ele se referindo furiosamente a Perd Hapley como "Turd Crapley". Perd entrevistou Leslie e a estrela pornô Brandi Maxxxx em "Jerry's Painting" para discutir se uma pintura de Leslie nua poderia ser considerada arte. Em seus dias mais jovens na TV de Pawnee, Perd foi um crítico de cinema que deu a famosa avaliação de E.T.: The Extra-Terrestrial apenas uma estrela e meia porque "é uma boa história, mas não é apenas crível". Na temporada final, ele é mostrado como juiz e apresentador de um programa de TV chamado "The Perdples Court", enquanto as legendas na tela lembram os espectadores de que Perd "não é um verdadeiro juiz".
Originalmente era esperado que Jackson aparecesse apenas em um episódio de "Parks and Recreation", durante o qual seu personagem fosse visto apenas em uma tela de televisão. Ele retornou para episódios subseqüentes, no entanto, porque a equipe de roteiristas gostava de sua performance e gostava de escrever piadas para ele.

### Shauna Malwae-Tweep

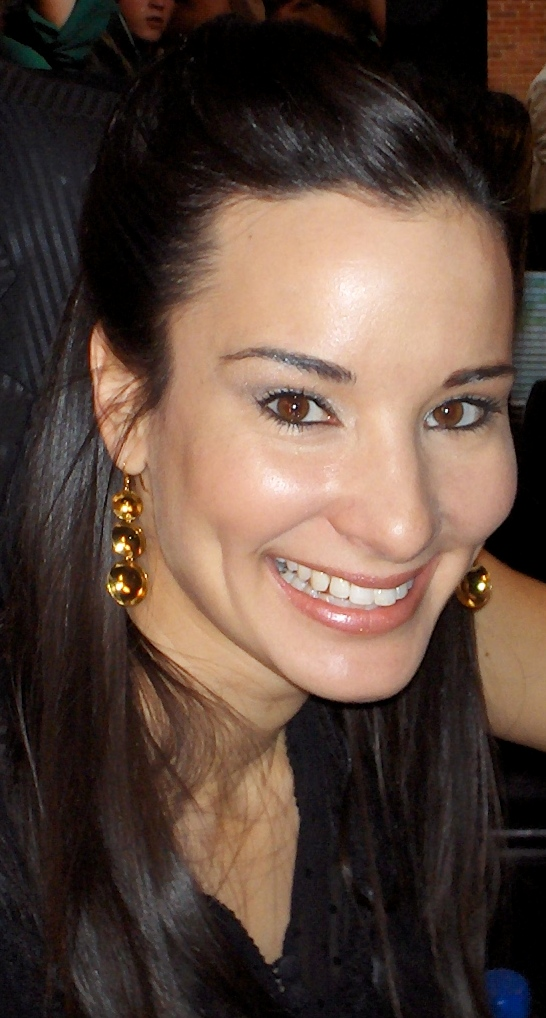
Alison Becker interpreta Shauna Malwae-Tweep, o único personagem não regular que aparece em todas as sete temporadas.

Shauna Malwae-Tweep (Alison Becker) é repórter do jornal local "The Pawnee Journal". Leslie Knope frequentemente tenta usar o Journal como uma saída amigável, mesmo ditando as manchetes textualmente para Shauna, mas é rejeitada ou faz com que Shauna tropece em uma história que causará vergonha para o departamento ou para Leslie pessoalmente. Shauna conhece Leslie em "The Reporter", quando ela foi designada para escrever uma história sobre os esforços do departamento de parques para transformar um fosso de construção em um parque. Quando o resultado das entrevistas são ruins, Leslie pede ajuda a Mark Brendanawicz para lidar com Shauna, e Mark acabou dormindo com ela. Mark diz a Shauna que ele não acredita que o parque será construído. Mais tarde, Shauna concorda em não publicar a história já que ela e Mark estão em um relacionamento e haveria conflito de interesses. Quando Mark diz que não pode se comprometer com um relacionamento, ela prossegue com a história. Shauna retornou em "The Possum", onde ela entrevistou Andy Dwyer para uma história sobre sua captura bem sucedida de um gambá que havia mordido o cão do prefeito Gunderson. Durante essa entrevista, Andy fez Shauna se sentir desconfortável ao discutir abertamente que ela já havia dormido com Mark. Durante cenas cortadas do episódio "The Master Plan", Shauna e Andy flertam, mas ele finalmente a rejeitou devido a seus sentimentos por April, levando-a a declarar: "Eu não consigo nem pegar o engraxate". Michael Schur falou sobre a personagem, "Ela só é azarada no amor". Shauna também aparece em "Time Capsule", onde inicialmente começou a escrever uma história sobre os planos de Leslie para uma cápsula do tempo em Pawnee. Entretanto, apósKelly Larson se algemar em um cano quando ela não incluiu o romanceTwilight na cápsula, Shauna escreveu essa história em vez disso, com a manchete "Departamento de Parques Malogrado por Sonhos de Cano". Shauna também apareceu em "Media Blitz" como um dos muitos repórteres que escreveram sobre o passado de Ben Wyatt como um prefeito adolescente fracassado. Na quinta temporada, ela namora brevemente com Chris Traeger.
Shauna é cada vez mais mostrada em todo o show por ter uma vida pessoal particularmente confusa. No episódio "Galentine's Day" da sexta temporada "Galentine's Day" é revelado que ela havia terminado recentemente um relacionamento com um homem casado, e que descobriu na faculdade que sua família era na verdade a segunda família secreta do pai. Na edição estendida do episódio final da série, Leslie tranquiliza Shauna que um dia ela vai encontrar a felicidade. Em um flash-forward, Shauna é mostrada abandonada no altar em 2018, chorando em um banco do parque. Bobby Newport passa por ela e a consola, e cinco horas depois os dois estão casados e felizes. Shauna é o único personagem não principal a aparecer em todas as temporadas.

### Kim Terlando
Kim (Jamie Denbo) é uma repórter de tabloide obnóxio, sem talento, que trabalha no "Pawnee Sun", que fez sua única aparição até hoje no "Correspondents Lunch" da quinta temporada. Leslie estava ansiosa para fazer uma ótima apresentação no evento, mas Kim (cujo papel tem sido suspeitosamente capaz de encontrar e imprimir informações embaraçosas sobre Leslie) acaba entregando todas as piadas de Leslie. Infelizmente para Kim, Leslie e Donna encontraram provas de que ele hackeou ilegalmente os e-mails de Leslie, quando Leslie envia um e-mail isca sobre "midichlorians" no solo próximo ao projeto de parque Pawnee Commons. Kim faz uma pergunta sobre a "notícia" apenas para ouvir Leslie dizer que abruptamente que a substância em questão era do Star Wars: Episode I – The Phantom Menace e que ela havia acabado de revelar que ele estava infringindo a lei. Kim tenta agir com desdém, mas sai da sala assustado por Donna.

## Cidadãos de Pawnee

### Barney Varmn
Barney Varmn (John Balma) é um contador que apareceu pela primeira vez no episódio da 2ª temporada "Leslie's House" onde ele faz uma apresentação para Leslie para tentar salvar uma classe de contabilidade que ele ensina no Centro de Recreação William Percy. Ele trabalha em uma firma de contabilidade sem nome em Pawnee. Ele ofereceu a Ben Wyatt um emprego em sua empresa de contabilidade em várias ocasiões, no entanto, Ben sempre se recusa a aceitar a posição. No entanto, ele é conhecido por rir com rispidez quando Ben faz trocadilhos de contabilidade, muitas vezes chamando um personagem invisível chamado Ted para ouvir o trocadilho depois que ele ri. Ele também é um grande fã de Cones of Dunshire, um jogo de tabuleiro que Ben inventou na sexta temporada.

### Brandi Maxxxx

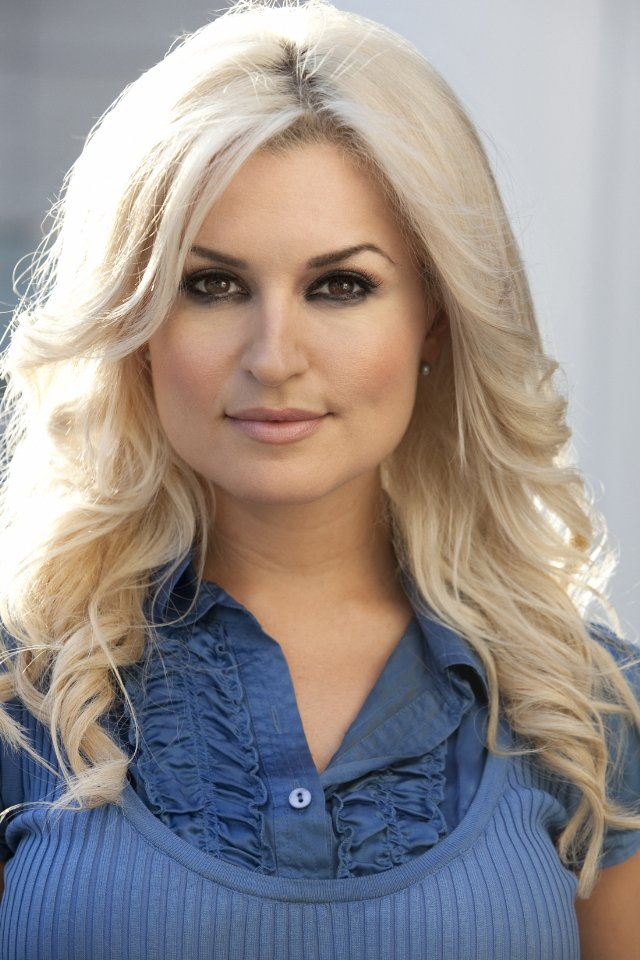
Mara Marini interpreta a estrela pornô Brandi Maxxxx.

Brandi Maxxxx (Mara Marini) é uma estrela de pornografia que apareceu em mais de 200 filmes adultos, a despeito de estar neste mercado há apenas um ano. Ela aparece em "Jerry's Painting" como convidada no programa de notícias Ya Heard? With Perd!, onde o apresentador Perd Hapley estava entrevistando Leslie Knope sobre uma pintura em que ela aparece nua. Brandi também foi chamada como convidada e, para o pesar de Leslie, comparou a pintura de Leslie à pornografia e defendeu ambas. Ela alegou que qualquer um deveria ter permissão para fazer sexo em qualquer lugar que quisesse, e falsamente acreditava que Leslie se sentia da mesma maneira. Quando Leslei citou a famosa frase de United States Supreme Court Associate Justice Potter Stewart que ele não pode definir pornografia, mas "Eu sei que é quando eu vejo", Brandi foi convidada a defini-lo e ela responde: "Para mim, é quando o pênis entra". Brandi também convidou Leslie para aparecer em seu próximo filme. Tom tentou flertar com Brandi, mas seus esforços foram arruinados quando ela o reconheceu como um querubim na pintura. No episódio "Campaign Shake Up", Brandi Maxxxx também concorre para eleição na Câmara Municipal, em terceiro lugar nas pesquisas, com 8% dos votos, atrás dos 45% de Bobby Newport e Leslie Knope, em segundo lugar, com 30%. No episódio final One Last Ride, um flashforward mostra que ela eventualmente se torna a chefe da Câmara Municipal de Pawnee, prometendo Garry Gergich para seu quarto mandato como prefeito. Seu personagem pode ser uma referência para estrela de cinema adulto e candidata para o Governo da California Mary Carey.

### Chris
Chris (Will Arnett) é um Tecnólogo de MRI no hospital onde Ann Perkins trabalha. Ann coloca Chris e Leslie em um encontro às cegas em "The Set Up", que vai extremamente mal. Chris é abertamente rude com Leslie durante o jantar, criticando a alma mater de Leslie da Indiana University e expressando desapontamento por ela só trabalhar em parques regulares e não em parques de diversões. Ao saber que Leslie nunca fez uma ressonância magnética, Chris insiste em levá-la imediatamente ao hospital e dar-lhe uma, um plano com o qual ela concorda com relutância. Seu comportamento inadequado continua no hospital, onde ele faz comentários assustadores sobre seu útero de tamanho industrial durante a ressonância magnética e comentários nada sutis sobre a expectativa de ter relações sexuais com ela mais tarde, inclusive perguntando se ela está tendo seu período menstrual. Eles vão embora em termos ruins, com Chris irritado que Leslie se recusou a fazer sexo com ele após o encontro.
Na época do episódio, Arnett era o marido da vida real de Amy Poehler, que interpretou Leslie. No entanto, não foi Poehler quem providenciou para ele estar no show, mas sim Michael Schur, que é um bom amigo de Arnett e sentiu que seria um bom ator para o personagem.

### Jessica Wicks
Jessica Wicks (Susan Yeagley) é a vencedora do concurso de beleza Miss Pawnee que se tornou a esposa troféu mais jovem do idoso, porém rico Nick Newport, Sr. Falando com um leve sotaque sulista, Jessica é uma mulher superficial que se importa profundamente com sua própria aparência física e se esforça para encantar os outros ao seu redor. Ela ganhou o concurso de Miss Pawnee em 1994, principalmente com base em sua aparência; seu talento durante o concurso era arrumar uma mala. Isto foi provavelmente pretendido pelos escritores para ser uma homenagem ao filme de concurso de beleza de 1975 "Smile", onde a senhorita Imperial Valley arrumou uma mala como seu talento. Jessica apareceu pela primeira vez em "Beauty Pageant" como um juiz do painel de Miss Pawnee junto com Leslie e Tom. Quando Tom votou na bela Trish Ianetta mas Leslie lutou por um concorrente mais inteligente, mas menos atraente, a superficial Jessica ficou do lado de Tom. Ela reapareceu em "94 Meetings", onde organizou uma festa de aniversário para Nick Newport, Sr., completamente renovando e derrubando porções da histórica mansão Turnbill. Leslie tentou em vão impedi-la, enquanto Tom simplesmente flertou com ela, reconhecendo que ela era uma cavadora de ouro mas se auto entitulando "cavador cavador de ouro". Jessica cantou uma canção horrivelmente fora de tom para seu marido com um acompanhante na harpa. Seu marido, Nick Newport, morre em Bus Tour, tornando-a viúva. Ela assume o negócio da família, "Sweetums", tornando Ben o novo diretor de projetos de caridade.

### Kelly Larson

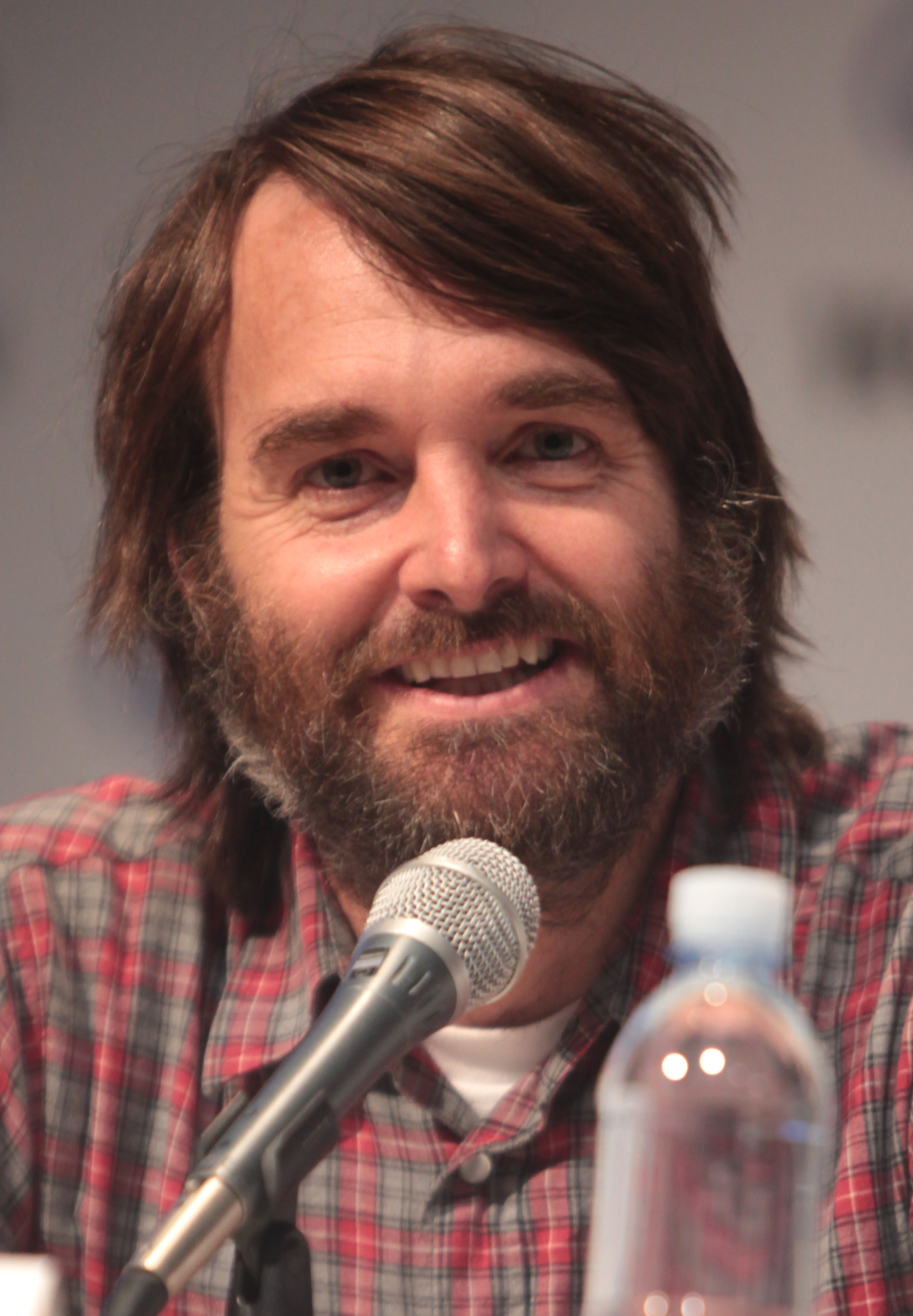
Will Forte interpretou o fã da série Twilight Kelly Larson.

Kelly Larson (Will Forte) é um residente de Pawnee que defendeu que Leslie incluísse o romance "Crepúsculo" em uma cápsula do tempo que ela estava organizando. Aparecendo em "Time Capsule", Kelly é obcecado por Crepúsculo e conhece todos os detalhes sobre os livros, a série de filmes e sobre a autora de Crepúsculo Stephenie Meyer. Quando Kelly visitou o escritório de Leslie para defender o romance, ela recusou educadamente, e Kelly respondeu algemando-se a um cano em seu escritório, prometendo ficar lá até que ela concordasse. Ele ficou três dias no escritório, onde ele fez com que Tom se interessasse por Crepúsculo e realizou discussões de livros com Tom e Donna. Finalmente, Leslie revelou que conhece as verdadeiras motivações de Kelly: ele havia recentemente se divorciado e estava tentando impressionar sua filha adolescente, que ama Crepúsuclo. Apesar de simpática a sua situação, Leslie não pode concordar com o pedido de Kelly ou ela teria que aceitar as exigências de todos os moradores de Pawnee. Como um compromisso, ela realizou uma reunião pública onde ouviu todas as demandas. Por fim, quando os cidadãos não puderam concordar com nada, Leslie enviou uma fita de vídeo daquele mesmo encontro, que ela acreditava simbolizar o espírito e a paixão de Pawnee.

### Lawrence
Lawrence (Eric Edelstein) é um residente de Pawnee que criticou os planos do departamento de parques e recreação em fóruns públicos, que representavam um tema recorrente de "Parks and Recreation", no qual apenas os cidadãos que se opunham a projetos se importavam de comparecer às reuniões da cidade. Ele apareceu pela primeira vez em "Canvassing" em um fórum que Leslie realizou para levantar apoio para seu projeto de parque proposto. Lawrence apenas reclamou da música alta que seu vizinho, Andy, tocava. Andy disse em uma entrevista com a equipe de documentários "Lawrence vive com a sua avó, o que é muito legal. Ele cuida dela, eu acho. Mas seja o que for, ele é um idiota ". Ele reclamou que a música de Andy era "alta, (...) abusiva e [estava] acordando [seus] pássaros", fazendo com que Lawrence admitisse que tinha "... pássaros bonitos, bonitos e caros ...". Lawrence também foi quem apontou na mesma reunião que April Ludgate havia sido plantada por Leslie como apoiadora do parque, tendo-a reconhecido visto que ela estava à sua porta no dia anterior. Ele terminou a noite dizendo a Leslie: "Ei, senhora do parque, você é uma merda", ao que ela orgulhosamente respondeu: "Ouviu isso? Ele me chamou de senhora do parque". A linha era originalmente para ser dita por outra pessoa, mas Michael Schur disse que foi dada a Lawrence porque a equipe de "Parks and Recreation" gostava muito de Edelstein. Lawrence reapareceu em "Boys' Club", onde ele furiosamente roubou o rádio de Andy enquanto ele tomava banho em uma piscina infantil no quintal. Isso levou Andy a perseguir Lawrence pela rua, nu, usando muletas. Lawrence também apareceu em uma cena que foi deletada de "Ron and Tammy", mas inclusa no DVD da segunda temporada, em que ele zombou do novo emprego da prefeitura de Andy como engraxate, dando-lhe dezenas de sapatos sujos para limpar.

### Marcia Langman
Marcia Langman (Darlene Hunt) é uma ativista conservadora com a organização de Pawnee organization, a Society for Family Stability Foundation. Ela muitas vezes serve como um antagonista de Leslie, opondo-se a seus planos e argumentando contra questões que ela considera ofensivas. Marcia usa táticas de ameaçar e muitas vezes expressa sentimentos racistas e homofóbicos. Em sua primeira aparição, em "Pawnee Zoo", Ela se opôs ao casamento realizado por Leslie de dois pinguins machos durante uma ação publicitária no zoológico. Ofendido pelo que ela percebeu como uma demonstração pública de apoio ao casamento entre pessoas do mesmo sexo, Marcia exigiu a renúncia de Leslie e apareceu no programa de notícias da manhã "Pawnee Today" para debater o assunto com Leslie. Sua aparição seguinte foi em "Time Capsule", onde Marcia se opôs a uma proposta de incluir o romance Crepúsculo em uma cápsula do tempo de Pawnee, alegando que incluía conteúdo sexual ofensivo e que vai contra valores cristãos. Márcia reapareceu em "Jerry's Painting", onde exigiu a destruição de uma pintura que mostrava Leslie como um centauro de peito nu. Condenando-o como "pornografia animal financiada pelo governo", ela levou o assunto para a comissão de artes da cidade, que concordou em destruí-lo porque eles não queriam ofender ninguém. Márcia planejou queimar publicamente a pintura, mas Leslie trocou com uma pintura de chamariz e manteve o original com ela. Ela inicialmente bloqueou o plano sensato de Leslie de ensinar práticas sexuais seguras a idosos na quinta temporada, citando leis da cidade que proibiam qualquer coisa além de promover a abstinência (que sempre foi aplicada apenas a adolescentes), mas Leslie ignorou as leis e aceitou orgulhosamente uma censura por tomar esta atitude. Uma das peculiaridades da personalidade de Marcia é que ela parece completamente inconsciente do fato de que seu marido, Marshall, é possivelmente gay ou bissexual, já que ele tem uma personalidade extravagante e fala com uma voz afeminada. A sexualidade de Marshall nunca foi confirmada, mas, ao falar com Chris Traeger, ele sorri de uma maneira que poderia ser interpretada como atração.

### The Newport family
A família Newport é proprietária da fábrica de doces Sweetums em Pawnee e uma das famílias mais ricas e proeminentes da cidade. A empresa tem operado e prosperado na cidade há anos, como indicado no episódio "Sweetums", onde Leslie exibiu vídeos de 30 anos de idade de um então jovem Nick Newport, Sr. discutindo como o xarope de milho era usado para engordar gado em fazendas. Na época de "Parks and Recreation", Nick Newport, Sr. (Christopher Murray) é um homem idoso numa cadeira de rodas tão senil que mal consegue falar e a empresa é administrada por seu filho Nick Newport Jr. (Gary Weeks), que aparece em comerciais de Sweetums junto com seus dois filhos, Dakota (Harley Graham) e Denver (Ryan Hartwig). Em "Sweetums", a empresa formou uma parceria com a prefeitura para administrar os estandes das concessões nos parques de Pawnee, e Nick Newport, Jr. revelou suas novas e supostamente saudáveis barras energéticas Nutriyums. Ele promove as barras energéticas através de comerciais que usam técnicas propagandísticas semelhantes aos comerciais de refinadores de milho da vida real: eles apresentam imagens quentes de Nick Newport, Jr. com seu cachorro Shoelace insistindo que o xarope de milho é "bom em moderação". Ann e Leslie realizaram fóruns públicos para informar as pessoas que as barras de energia não são realmente saudáveis, mas os cidadãos de Pawnee finalmente rejeitaram seus argumentos e foram conquistados pelo carisma de Nick Newport Jr. e sua família, particularmente quando Denver anunciou que eles deveriam olhar sob seus assentos para doces Sweetums gratuitos. Nick Newport, Sr. apareceu no episódio "94 Meetings", onde sua jovem e atraente esposacavadora de ouro Jessica Wicks realizou sua festa de 85 anos na Mansão Turnbill. Jessica fez grandes alterações na mansão histórica, e Leslie tentou, sem sucesso, intervir para detê-la.

### Bobby Newport
Newport (Paul Rudd) é o principal adversário de Leslie em sua campanha da quarta temporada para o Conselho da Cidade. Bobby é o segundo filho de Nick Newport, Sr., que pagou US $ 250.000 para seu gerente de campanha (Jennifer Barkley) a fim de fazer com que Bobby se elegesse. Bobby Newport é amigável e superficialmente charmoso, mas extremamente ingênuo e sem noção (que às vezes age como se fosse mentalmente deficiente apesar do fato de não ser), e conseguiu tudo o que sempre quis na vida, seja por decreto ou choramingando / implorando pelas coisas. Quando Leslie monta um vídeo viral que o faz parecer patético e estúpido (em vez de um anúncio de ataque desagradável que ela se recusou a colocar no ar), Bobby tem uma reunião onde ele reclama que magoou seus sentimentos, então pede a ela para desistir da eleição e simplesmente entregar o escritório para ele. Ele também diz a Leslie que ele lhe dará um convite para a festa da vitória, e até se oferece para deixá-la fazer o trabalho para ele assim que ele for eleito; Leslie diz a ele que isso não vai acontecer, e que ele precisa saber de suas coisas ou ela irá destruí-lo quando eles tiverem um debate. Durante esse debate, Bobby parece estar liderando com frases curtas, em vez de discursos mais longos, mas Leslie acaba atacando seu personagem e vence o debate. Depois, Bobby pergunta se ela gostaria de ir à casa dele para uma festa. Mais tarde, ele passa grande parte da campanha longe de Pawnee, e se envolve em um escândalo sexual enquanto viaja em Majorca. Ele chega a pensar em Leslie como uma dama realmente incrível, diz aos repórteres que as pessoas que não votam nele deveriam definitivamente votar nela, e então diz na TV que está muito aliviado por ter perdido a eleição para ela. Mais tarde, ele é considerado um possível candidato a prefeito interino depois que o prefeito Gunderson morre. Na edição estendida do final da série, é revelado que ele se casou com Shauna Malwae-Tweep.

### Trish Ianetta
Trish Ianetta (April Marie Eden) é uma jovem atraente que ganhou o título de Miss Pawnee em "Beauty Pageant". Ela deu respostas não inteligentes durante o concurso e não mostrou nenhum talento real: durante sua parte de talento, ela fez um ato giratório que envolveu simplesmente mover um bastão sem girá-lo. Ao se descrever, ela diz: "Eu estou no YouTube. Eu amo usar biquínis na praia com todo mundo lá". Trish foi comparada a Caitlin Upton, a Miss Carolina do Sul EUA que fez uma resposta incoerente durante o concurso Miss Teen USA 2007. Baseada exclusivamente em sua atração física, Trish foi favorecida pelo painel de juízes, que incluiu Tom Haverford e Jessica Wicks. Apenas Leslie se opôs a Trish e, sem sucesso, defendeu Susan, uma inteligente e talentosa concorrente que era menos bonita. Trish fez outra aparição em "The Master Plan", onde ela estava entre as garotas com quem Tom tentou flertar durante uma noite no bar Snakehole Lounge.

### Greg Pikitis
Greg Pikitis (Cody Klop), um adolescente que mora em Pawnee, Indiana é inimigo mortal de Leslie. Sua primeira aparição é em "[Greg Pikitis]", onde ele tem um papel muito importante. Ele é condenado por crimes que Leslie tenta provar de que ele é culpado, mas ele se recusa a admitir. Finalmente, Leslie o persegue e ele fica em liberdade condicional. Sua segunda aparição é em "Prom" na 6ª temporada, onde ele interpreta o namorado do aprendiz de Leslie.

### Ron Dunn
Ron Dunn (Sam Elliott) é o ex-diretor do departamento de parques da Eagleton, a posição equivalente de Ron Swanson em Pawnee. No episódio "Doppelgangers" da sexta temporada, ele foi levado para os escritórios de Pawnee, juntamente com outros funcionários de Eagleton quando as cidades se fundiram. Swanson, a princípio, gostou de Dunn, pois o último era bigodudo, taciturno e também chamado Ron. Contudo, Dunn revelou-se mais tarde como um hippie com ideais New Age, e Swanson achou-o insuportável.
Dunn foi despedido junto com a maioria dos outros funcionários da Eagleton (exceto Craig), o que ele levou em consideração. Ele reapareceu em "Flu Season 2", onde Swanson e Ben, bêbado, o encontram à noite, e ele ajuda Ben a superar sua raiva com a venda de sua casa de férias pelos pais. Sua última aparição é no episódio "Two Funerals" da sétima temporada.

### Tynnyfer
Tynnyfer (June Diane Raphael) é ex-funcionária do departamento de parques de Eagleton cuja posição era equivalente à de April. No episódio da 6 ª temporada "Doppelgangers", ela foi trazida durante a fusão Pawnee-Eagleton. Ela é o estereótipo de uma dona de casa vazia, estúpida e rica. Com a inevitabilidade de um deles ser demitido, April se insinuou para Tynnyfer refletindo sua personalidade e inflexões vocais, encorajando-a a deixar o emprego. Tynnyfer respondeu que ela estava planejando fazer isso de qualquer maneira, como ela queria se mudar para algum lugar mais quente, enquanto seu marido cumpria pena na prisão. April deu a ela um endereço em Miami que ela alegava ser dela, e disse que Tynnyfer era bem-vindo para escalar a cerca e ficar lá. April então revelou que a casa pertencia a Dwyane Wade e que ela conseguiu o endereço da Internet.

### Dr. Richard Nygard
O Dr. Richard Nygard é um personagem que é mencionado várias vezes, mas nunca aparece na tela. Ele é mencionado pela primeira vez como o terapeuta de Chris, a quem ele vê por perto constantemente. A ansiedade de Chris melhora sob seus cuidados. Mais tarde, Leslie recomenda o Dr. Nygard a Mawae-Tweep que está com problemas, mas depois comenta que ela não está completamente certa de que ele não é uma criação imaginária de Chris. Mais tarde, no entanto, confirma-se que ele é uma pessoa real, porque ele também atua como o terapeuta off-screen para Craig Middlebrooks.

### Pete Disellio
"Pistol Pete" Disellio (Tuc Watkins) é uma celebridade local, lembrada apenas por seu último dunk no jogo de basquete anual Pawnee-Eagleton em 1992. Como um homem de meia-idade, ele se ressente do fato de que todos na cidade ainda o veem assim. Ele aparece em três episódios através das temporadas 4-6, durante os quais Leslie assegura seu endosso para o o Conselho da Cidade, Ann o considera como um doador de esperma, e Pete se recusa a endossar a nova bebida esportiva de Sweetums.

## Pessoas de fora de Pawnee

### Dennis Feinstein/Dante Fiero
Aparecendo pela primeira vez em Indianápolis na terceira temporada, Dennis Feinstein (Jason Mantzoukas) está no The Snakehole Lounge para sua festa de lançamento da colônia "Allergic". Tom Haverford tenta lançar sua colônia para Dennis enquanto estava lá. Dennis ri dele quando Tom borrifa a colônia, dizendo que ela cheira mal e rejeita-o. Mais tarde, Feinstein compra o JJ's Diner, completamente antipático aos protestos da população. Ele mudou seu nome original italiano para algo considerado "mais exótico em Pawnee".

### Detlef Schrempf
Detlef Schrempf é um jogador de basquete aposentado da vida real para o Indiana Pacers que se interpreta a si mesmo em "Parks and RecreationEle apareceu pela primeira vez em "Telethon", onde Leslie o convidou para fazer uma aparição em um teleton de 24 horas. Tom o pegou no aeroporto, mas primeiro o levou para tomar um drinque no Snakehole Lounge, onde Detlef se mostrou tão popular que o dono do bar Freddy não os deixou sair. Depois que Tom ficou bêbado com duas cervejas light, Detlef levou-o para o teleton, onde ele fez sua aparição programada. Detlef fez outra aparição no final da terceira temporada, em "Li'l Sebastian", onde Tom e Jean-Ralphio o contrataram para trabalhar em sua nova companhia de entretenimento, a Entertainment 720. Seu único trabalho era atirar bolas de basquete pelo escritório; Detlef tentou dar-lhes conselhos de negócios, que eles desconsideraram totalmente. Na quarta temporada, ele permaneceu na Entertainment 720, e estava saindo com Roy Hibbert, que teve tempo livre para trabalhar com eles devido ao bloqueio da NBA; os dois homens zombavam da falta de senso de negócios de Tom e Jean-Ralphio.
Antes de filmar "Telethon", as habilidades de atuação de Schrempf eram limitadas a aparições nas séries de comédia americanas "Married ... with Children" e a novela alemã "Gute Zeiten, schlechte Zeiten . Michael Schur disse sobre sua performance: "Para um cara que literalmente nunca atuou antes em sua vida, ele foi muito engraçado".

### Eduardo
Eduardo (Carlo Mendez) era um jovem e atraente venezuelano que flertou brevemente com April Ludgate. Os dois se conheceram durante as férias de April na Venezuela e ela o trouxe de volta para Pawnee, principalmente para deixar Andy com ciúmes. Eduardo, que só falava espanhol, apareceu pela primeira vez em "Go Big or Go Home", onde Andy prometeu continuar a tentar um relacionamento com April, apesar do novo relacionamento dela. Quando April afirmou em espanhol que Andy havia acabado de descrever seus planos de se tornar mulher, Eduardo incentivou Andy a seguir seus sonhos, surpreendendo Andy. Em "Time Capsule", Andy e Eduardo começaram a criar uma amizade, particularmente por causa de sua apreciação mútua por [Dave Matthews Band]]. Quando April descobre que eles estavam se tornando amigos, ela ficou frustrada e rompeu com Eduardo, que retornou à Venezuela.

### Frank Beckerson
Frank Beckerson (John Larroquette) é um homem que, em sua juventude, teve um caso de amor apaixonado com a mãe de Leslie Knope, Marlene Griggs-Knope. Os dois se conheceram quando Marlene tinha 18 anos e Frank, um salva-vidas, salvou sua vida. Eles tiveram um caso de duas semanas antes de seguirem caminhos separados. Décadas mais tarde, Marlene compartilhou com Leslie a história de seu amor há muito perdido, e o namorado de Leslie, Justin Anderson, insistiu em encontrar Frank e surpreender Marlene reunindo o casal. Leslie ficou inicialmente satisfeita com a ideia e, juntos, eles rastrearam Frank até sua nova casa em Illinois. No entanto, Frank mais velho é um homem excêntrico que há muito tempo está desempregado e é extremamente desajeitado socialmente, repetidamente vomitando de nervosismo diante da perspectiva de ver Marlene. Ele também envergonhou Leslie mostrando suas fotos de Marlene nua em sua juventude. Leslie tentou cancelar a reunião, mas Justin insistiu em seguir adiante, e trouxeram Frank para um baile de Dia dos Namorados para encontrar Marlene. Ela ficou inicialmente satisfeita em vê-lo, mas ao saber que sua vida não deu em nada, ela rejeitou Frank, que publicamente repreendeu Marlene em um palco de um salão de dança antes de ir embora.

### Lindsay Carlisle Shay

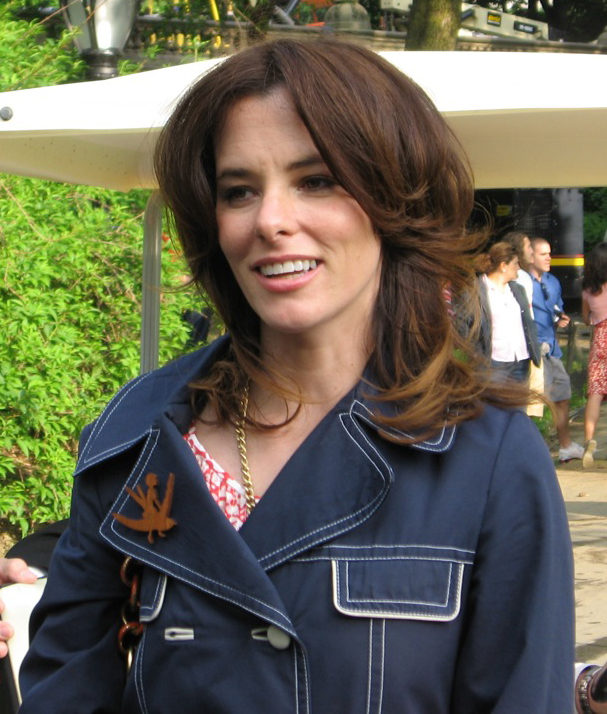
Parker Posey, que co-estrelou com Amy Poehler no filme de 2009 "Spring Breakdown", interpretou Lindsay Carlisle Shay.

Lindsay Carlisle Shay (Parker Posey) é a diretora de parques e recreação de Eagleton, a cidade vizinha mais sofisticada que Pawnee. Antes melhores amigas, ela e Leslie Knope agora são rivais. Cinco anos antes dos eventos da terceira temporada, Lindsay trabalhou no departamento de parques de Pawnee com Leslie, e as duas fizeram uma promessa de que nunca sairiam de sua cidade natal. Foi oferecido a Leslie o emprego de diretora de parques em Eagleton, mas não o aceitou devido a esse pacto. No entanto, o trabalho foi posteriormente oferecido a Lindsay e ela aceitou, o que Leslie considerou um ato de traição. Embora ela não admita, Lindsay parece nutrir ressentimento em relação a Leslie por ter recebido a oferta de emprego primeiro. Desde que saiu de Pawnee, Lindsay perdeu 35 quilos, fez uma cirurgia no nariz, adotou um leve sotaque aristocrático e desenvolveu uma personalidade esnobe-nova rica. Ela insulta regularmente Leslie e outros em Pawnee com comentários passivo-agressivos e condescendentes, e condenou Pawnee como "um pequeno pesadelo sujo do qual você nunca acordará". Lindsay aparece pela primeira vez no episódio "Eagleton", onde ela construiu uma cerca diretamente através de um parque que Pawnee e Eagleton compartilhavam para manter as crianças de Pawnee fora de sua cidade. Leslie tentou lutar contra essa ação, culminando em Leslie e Lindsay lutando em meio a pilhas de lixo e ambos sendo presas. Em última análise, Leslie resolveu o problema transformando o lado do parque de Pawnee em um campo de wiffle ball transformando a cerca em uma parede. Lindsay finalmente ficou impressionada com a solução de Leslie e sua ética de trabalho, e ela pareceu responder positivamente quando Leslie ofereceu uma reconciliação.
Posey estrelou anteriormente com Amy Poehler no filme de comédia de 2009 "Spring Breakdown". Ela esteve em discussões com a equipe de "Parks and Recreation" para fazer uma aparição desde que o programa estreou, e ficou frustrada quando levou vários meses até receber um convite.

### Raul
Raul Alejandro Bastilla Pedro de Veloso de Maldonada (Fred Armisen) mais comumente referido simplesmente como Raul, é um oficial de parques de Baraqua, a cidade irmã Venezuelana de Pawnee. Ele apareceu no episódio "Sister City", quando ele e uma delegação de autoridades venezuelanas visitaram Pawnee, onde foram recebidos por Leslie e seus colegas funcionários do departamento de parques. Ele vem de um estado militar, e por isso esta acostumado a ser tratado como realeza, então ele não ficou impressionado com as condições de Pawnee e seus cidadãos, que ele tratou com rudeza desde o momento em que chegou. Ele estava particularmente inquieto com os fóruns públicos de Pawnee, nos quais os moradores criticavam alto e irritados os funcionários do governo; Raul explicou que ele geralmente realiza suas reuniões em fortalezas, cidadelas ou palácios, e que qualquer um que reclama ou faz algo fora da linha é imediatamente jogado na cadeia. Leslie ficou irritada com os insultos de Raul, mas ele finalmente ofereceu a ela um cheque de US $35.000, o suficiente para financiar completamente seus planos de transformar um fosso de construção em um parque. No entanto, Raul explicou que uma condição para que Leslie recebesse o cheque é de que ela deveria elogiar o presidente venezuelano Hugo Chávez e insultar os Estados Unidos, revelando que eles são parte do que é chamado Comitê para Humilhar e Envergonhar a América. Leslie rasgou o cheque com raiva e mandou Raul e sua delegação embora.

### Jhonny
O estagiário Jhonny Quijada (JC Gonzalez) mais comumente referido simplesmente como Johnny, é um oficial interno da Delegação oficial de Baraqua, a Cidade Irmã venezuelana de Pawnee. Ele apareceu no episódio "Sister City", quando Raul, Carlos, Jhonny e uma delegação de autoridades venezuelanas visitou Pawnee, onde eles foram recebidos por Leslie e seus colegas funcionários do departamento de parques. Vindos de um estado militar, a delegação venezuelana está acostumada a ser tratada como realeza, então eles não ficaram impressionados com as condições de Pawnee e seus cidadãos. Jhonny fica muito interessado em April Ludgate interpretada por Aubrey Plaza. Johnny tenta se aproximar de April e sair com ela para conhecer a cidade, além de demonstrar seu interesse em convidá-la para viajar com Johnny para sua cidade na Venezuela. Ele convida-a para ir com ele para a Venezuela, seu país e atendê-la como uma princesa cheia de luxos. Durante a sua estadia, uma noite Jhonny envia um carro para abril para buscá-la e levá-la para ficar com ele, mas ela usa o carro para ir ao cinema com seus amigos.

### Jennifer Barkley
Jennifer Barkley (Kathryn Hahn) é uma agente política extremamente bem sucedido que assumiu a campanha da Câmara Municipal de Bobby Newport depois de ter sido prometido a ela US $ 250.000 pela família Newport. Ela surpreendeu Leslie ao aparecer em uma foto em que ela compartilha uma salada de ovos com Colin Powell. Jennifer diz a Leslie que ela está entediada e aceitou esse trabalho pelo dinheiro, não se importando muito com quem irá ganhar e dizendo que acha Bobby burro. Enquanto parece que ela está sendo honesta sobre isso, mais tarde ela destrói Leslie em uma entrevista na TV, edita o anúncio bem-sucedido de Leslie na campanha do YouTube para fazê-la soar como uma idiota, e rouba o plano de Leslie de construção de rampas para favorecer um plano de elevadores elétricos que leva o idoso de Pawnee Ned Jones, um cidadão do powerbroker (interpretado por Carl Reiner) a apoiar Bobby. Leslie depois confronta Jennifer em seu restaurante favorito, onde Jennifer diz sem rodeios que ela gosta de Leslie, mas foi contratada para derrotá-la. Jennifer então dá a Leslie alguns conselhos realmente bons sobre as próximas decisões, e diz à câmera que ela está fazendo isso porque ela não tem ninguém para jogar xadrez e que "às vezes eu preciso jogar contra mim mesma". Jennifer parece manter seu trabalho e seus sentimentos pessoais separados, já que ela é capaz de se relacionar com as pessoas quando não está trabalhando em uma campanha. Quando Leslie aparece no programa de Perd Hapley para revelar que Bobby Newport tem evitado sua cidade natal em favor de ficar com uma mulher em uma praia de Majorca, Jennifer diz que Bobby está na Europa para obter oportunidades de negócios para Pawnee e que a mulher em questão é uma defensora das minas terrestres. Depois, ela diz a Leslie e Ben que ela "praticamente" inventou tudo aquilo, em seguida, detalha como ela será capaz de girar qualquer indignação deles em favor de Bobby. Leslie e Ben ficam completamente aturdidos pelo brilho mercenário de Jennifer. No entanto, Leslie e Ben finalmente conseguem desequilibrá-la um pouco depois que Jennifer vai ao programa de TV de Perd e diz que Leslie ordenou o fechamento de um abrigo (depois que Leslie pediu a um vereador que se aposentasse para reverter o financiamento do Departamento de Parques); depois de ter ficado radiante com a ideia de Leslie de que a família Newport use sua fortuna para financiar o abrigo, Leslie explica que aceitará o corte inicial de fundos se Jennifer prometer parar de veicular propagandas "assassina de filhotes" e que está bem em perder um impulso de notícias da semana, porque ela irá debater com Bobby Newport depois disso e irá arruiná-lo. A expressão de Jennifer deixa claro que Leslie finalmente marcou alguns pontos contra ela. Mas depois de Leslie marcar uma grande vitória sobre Bobby no debate e ficar a 2 pontos dele nas pesquisas, Jennifer contra-atacou usando a morte de Nick Newport (e os comentários de Leslie dizendo que ele era um idiota, feitos antes que ela soubesse que ele havia morrido), para forçar Leslie a cometer vários erros embaraçosos. No entanto, Jennifer descobre que talvez não receba nenhuma das taxas prometidas no quarto de milhão devido ao acordo de aperto de mão com Nick, e observa Bobby tentando dizer à imprensa que Leslie é uma pessoa incrível. A campanha terminou, Jennifer procura Chris Traeger e o convida para fazer sexo com ela, e ele aceita. Na noite da eleição, ela tenta e falha em tentar manter as máquinas de votação pró-Newport no lugar, e depois é rejeitada quando não quer que uma recontagem automática seja acionada pela margem inicial de vitória de 21 votos de Bobby. Reconhecendo o talento de Ben na campanha de Leslie, ela oferece a Ben um emprego para trabalhar com ela em uma campanha do Congresso (ele eventualmente aceita) e faz sexo com Chris novamente, mas deixa Pawnee sem se despedir dele. Quando essa campanha termina com sucesso em Washington D.C., ela oferece a Ben outro trabalho de campanha para um candidato a governador na Flórida. Ela aparece novamente na 6 ª temporada ("Second Chunce") para convencer Leslie (como um favor pago para Ben) para não concorrer à cadeira de Dexhart no conselho da cidade, mas para alcançar as estrelas e procurar um trabalho mais poderoso. Leslie diz que este era o melhor presente que ela poderia ter recebido (de Ben).
Ela faz várias outras aparições na sétima e última temporada, incentivando Ben a concorrer ao governo de Indiana.

### Buddy Wood
Buddy Wood (Sean Hayes) é um jornalista de Indianapolis que faz um especial anual, onde ele traça cinco candidatos políticos de todo o estado de Indiana. Os candidatos dos quais ele faz o perfil tendem a ser eleitos, fazendo com que ele seja descrito como um "amuleto da sorte" para pessoas que estão concorrendo para o cargo. Buddy entrevista Leslie, mas a entrevista não vai bem porque ela está bêbada, e Wood tenta transformar a história para Pawnee, como não sendo tão grande. Leslie e Ben o consideram rude, mas eles ainda dirigem até a casa de Buddy Wood para pedir-lhe uma segunda chance para uma entrevista ou para ele apagar as imagens negativas; Buddy então revela que nunca foi ao ar a entrevista porque sua bolsa estava perdida em Pawnee, sem saber que um dos funcionários do aeroporto, que gostava de Leslie e estava irritado com a atitude grosseira de Buddy, pegou a fita da entrevista e jogou em uma lixeira.

## Aparições Cameo

### Figuras Políticas
- John McCain, Barbara Boxer, Olympia Snowe: aparecem em uma festa na qual Leslie comparece no episódio de estreia da 5ª temporada Ms. Knope Goes to Washington
- Joe Biden: apareceu no episódio da 5ª temporada  Leslie vs. April . Tendo Leslie se encontrando com Biden um presente de noivado que Ben deu a Leslie. Ele também apareceu no final da série com sua esposa Jill Biden.
- Michelle Obama: apareceu no episódio final da 6 ª temporada  Moving Up . No episódio, Obama tenta convencer Leslie a aceitar o emprego no National Park Service.
- Newt Gingrich: apareceu no episódio da quinta temporada "Two Parties". No episódio, Gingrich fica bravo com Jerry por tomar sua mesa em um restaurante
- Barbara Boxer, Kirsten Gillibrand, John McCain, Orrin Hatch, Cory Booker, e Madeleine Albright: Apareceu no episódio da sétima temporada  Ms. Ludgate-Dwyer vai a Washington . Os cinco primeiros, todos os membros do United States Senate foram mostrados ouvindo Leslie promover os Parques Nacionais. Madeleine Albright apareceu tomando café da manhã com Leslie, dando a Leslie conselhos sobre como lidar com April.

### Entertainers
- John Cena: apareceu como convidado no show de Andy no episódio da 7ª temporada "The Johnny Karate Super Awesome Explosion Musical Show".
- Ginuwine: Ficcionalmente primo de Donna, ele apareceu no último episódio da sexta temporada "Moving Up" e no episódio "Donna & Joe" da sétima temporada.